# ゴルゴ13 (架空の人物)
ゴルゴ13は、 さいとう・たかをの劇画『ゴルゴ13』に登場する架空の人物で、同作の主人公でもある。
以下のサブタイトルの作品が載っている本はゴルゴ13のエピソード一覧を参照。

## 人物

### 個人情報
- 性別：男性。
- 生年月日、年齢：不明。外見から40代。連載当初の設定ではさいとう・たかをより1つ年上（1935年生まれ）[1]。ケネディ大統領暗殺事件[2]や、ダグ・ハマーショルド暗殺[3]もゴルゴの仕業と噂されることから「1960年代当時で、ゴルゴは20歳代」であると仮定すれば、2020年代で80歳代となる。
- 国籍：不明ではあるが、依頼の状況や渡航先に応じて偽造のパスポートや身分証を用意し、日本、アメリカ、中国など様々な国籍を自称（詐称）することが多い。
- 経歴：不明。
- 素性：不明。出生地や家柄には多くの仮説が立てられているが、正確なところはわかっていない。
- 本名：不明。コードネームおよび通称はゴルゴ13（Golgo 13）。またはその頭文字から G とも呼ばれる。しかし普段自らゴルゴ13と称することはほとんどなく、デューク・東郷（デューク・とうごう、Duke Togo）の名をよく使用するが、偽名と推定される。ゴルゴ13の名を知っている者も対面の場においてその名で彼を呼ぶことには憚りがあり、「ゴルゴ13……いやMr.デューク・トウゴウ」とゴルゴの名を口走ってからすぐに言い直す場面が多く見られる[4]。依頼内容や状況に合わせ様々な偽名を名乗ることもある（サルル・デミオ、東郷隆、トーゴ・ロドリゲスなど）。
- 職業：自身の発言によれば「スナイパー」（『落日の死影』）、「狙撃屋」（『ANGRY WAVES』）。
- 身長は182 cm、体重は80 kg（『ゴルゴ13のすべて』[5]）。さいとうによれば、連載開始当初は相当な大男のつもりであったが、2014年時点ではそれほどでもなくなった[6]。
- 外見：東洋系。外見からは日本人、日露混血、日ユ混血、日中露混血などの推測がある[7]。短髪。無駄のない筋肉質の体を持ち、全身に無数の傷跡（銃創、切創など）がある。「剃刀の刃」と形容される鋭い目つき、猛禽類の翼のような眉毛が印象的。髪の色は黒、瞳の色は鳶色（『冷血キャサリン』）。
- 能力：オリンピック選手のフィジカルコーチだった人物を驚愕させる[8]ほどバランスの良い運動能力を持つ（『36000秒分の1秒』）。また、どのような苦境に陥っても諦めることのない強靭な精神力だけでなく、自身を「臆病」と表現するほどの用心深さと、目的を達成するためには何時間でも辛抱強く練習を繰り返す忍耐強さもある。
- 血液型：A型（『Gの遺伝子』でゴルゴ自身が語っている。）
  - 当初、ゴルゴの血液型は不明であったが、『ペギーの子守歌』でゴルゴの血液型が「少なくともAB型でない」と判明し、その後A型と判明する（『7号コテージ事件』）。
  - ゴルゴから血液を採取し、血液中のGm遺伝子を分析したところ、遺伝子は蒙古系の「ab3st」で、ルーツが日本かバイカル湖周辺とする可能性が浮上する（『血液サンプルG』）。
- 利き腕：右（ただし、左手も右手同様に使えるよう訓練されているため、実質的には両利きともいえる）
- 住居：世界各地にセーフハウス（隠れ家）を持っている。休養の時などに使うようだが、敵襲にも対応できるよう建物の立地や土木・建築上の構造などが考えぬかれており、武器なども充分に保管されている。ゴルゴの山荘は外見は小さなログハウスだが、窓は全て防弾ガラス、ドアは鋼板入り、丸太の壁の中には鉄筋コンクリートが打設されている。さらに核攻撃まで想定し、核シェルターを兼ねた地下室も備えられている（『禍なすもの』）。
- 持病：年に一度程度、腕の筋肉に力が入らなくなる症状を発症する。ギラン・バレー症候群に似ているが、可能性は作中で否定されている（『喪服の似合うとき』）。フィジカル的なものではなくメンタル的なものと思われ、修験道による特訓によって克服を試みたが、中断を余儀なくされた（『震える修験者』）。
- 第三者の評価：国際的テロリスト。超一流のプロフェッショナル。超A級のスナイパー。狙われればアメリカ大統領でも助からない。他に、神、モンスター、死神、黄色い魔神（『バイオニック・ソルジャー』）、白い巨人様（ヒガンテ・ブランコ、『白い巨人』）、20世紀最大の謎（『マークのリクエスト』）など。
- 一話（一度の依頼）において、確認された最も多い殺人数は約2,000人。線路のポイントを切り替え、精鋭部隊が隠れて乗っていた貨物列車（実質は軍用列車）を湖に沈めて溺死させた（『ロシア・クライシス』）。
  - 人間以外の生物では、あらゆる殺虫剤が効かないように遺伝子操作されたアワノメイガ（Corn borer）数億匹を滅ぼすため、アグロバクテリウムを含む弾丸を貯水塔に投入し、毒殺した（『害虫戦争』）。

### 性格
- ビジネスライクな姿勢を重んじる。
  - 寡黙で無駄な会話をせず、相手の無駄な言動も好まない。しかし、相手によって口数の多さを許容したり、相手の矛盾や嘘を突くために警告を含んだ皮肉を言う場合もある。
  - 時間厳守。状況により早めに会合場所に潜み、依頼人の様子及び接触場所の状況を偵察する場合がある。
  - 相手が依頼人でも挨拶はしない。相手が誰であれほとんど敬語は使わず[9]、老若男女問わず同じような態度で接する。例外としては、自らの命を救ってくれたような相手及びその親族に対しては敬語を使用することがある。
  - 自らの仕事のスタイルを相手にも要求し、同意されない場合は依頼を受けない。
- 完璧主義で曖昧なことは認めない。
  - 1発の不発弾による狙撃の失敗に対し、徹底的に追及して原因をハッキリさせるまで仕事を受けない（『アクシデンタル』）。
  - 依頼内容に「真実を確認する」が含まれていた場合や、相手がゴルゴのルールに抵触するかどうか確認するためには手段を選ばず手間を惜しまない[10]。
  - 自分を狙った相手の正体に確証をえるために莫大な経費と人出をかけ（『最後の間諜-虫-』）、目撃者の確実な口封じのために何年もの時間と経費を投じたこともある（『冤罪許すまじ』）。
- 喜怒哀楽の表現をほとんど見せないが、鞭打ちなどの拷問による苦痛で顔を歪めることはある。《ゴルゴ学》によれば、ゴルゴが笑っているのは、『ビッグ・セイフ作戦』『デロスの咆哮』『黒い熱風』『力は我々にあり』のわずか4話。加えて『ミッドナイト・エンジェル』では苦笑し、また『ドローン革命』では一対一で自分を負傷させる強敵を思い出して笑みを浮かべる場面がある[11]。
  - 時には態度や目つき、佇まい、または強い語気で不満や怒りの感情を表すことがある（ただし仕事を遂行する上で必要な場合はそうとは限らないと思われる）。
  - ゴルゴ曰く「強すぎることは、弱すぎることと同じくらい悪い。強すぎることで、自分を過信してしまい殺されてしまう」と述べている（『ザ・スーパースター』）
  - 自ら手を下した遺体の手を組む、所有物を供えるなど死者を弔う稀有な例もある。犬に対して墓を作ったこともある（『寡黙なパートナー』）。
- 第三者からは、常に冷静沈着に見られている。反面、自らは性格について「ウサギのように臆病だから」と述べている（『ザ・スーパースター』）。また作者のさいとうも、臆病である、堂々としていない、と語っている[6]。
  - 自分と比肩しうるプロフェッショナルを相手に戦う前、微かな動揺を悟られているシーンがある。一方で強敵との戦いを思い返して笑みを浮かべたりすることもある。
  - 臆病な性格は、敵の罠を事前に察知したり、窮地を脱して生き抜く術として不可欠である、という趣旨のことを自らの命を狙った相手に話したことがある。
- 基本的に他者との交流を好まない。自らが大怪我を負って無意識の状態ですら、近づいてきた人間に対して「ノーサンキュー」「放っておいてくれ」など各国語で伝えようとする（『バスク・空白の依頼』）。
  - その一方で逃亡中にたまたまその場にいただけで、依頼と無関係の人間を助けることもある（『タラントゥーラ＝舞踏蜘蛛』『ストレンジャー』『ファイアー・アフター』など）。
- 逆に任務に関係することであれば、他者とのやり取りは厭わない。
  - 相手を国籍・年齢・人種・性別・身分などで差別することはなく、彼にとってはアメリカ大統領の言葉すら道ばたの酔っぱらいの戯言と同じである（『ロックフォードの野望』、当の大統領自身がそう独白している）。
  - 必要な場合は、仕事の遂行に最適と思われる相手を最適な方法で必ず手伝わせることに尽力する。
  - 自らが命を救われたなど、恩恵を受けたと判断した相手には、手を尽くして報いようとする。
    - 恩人が危機に直面したときは全力で助ける（『黄金の男（エル・ドラード）』『ラストグレートゲーム』など）。
    - 恩人に対しては敬意を表し、（普段が無愛想な口調とは思えないほど）丁寧に接する（『パッチワークの蜜蜂たち』）。
    - 恩人が亡くなった場合、その人が運営していた慈善団体へ莫大な金額を匿名で寄付したり（『感謝の印』）、その人物の家族のトラブルに無償で対処したことがある。
    - 依頼を遂行中に出会った恩人が亡くなった場合、その恩人の願いが叶う方法でターゲットを殺害する（『熱砂の彼方に』）。

  - 狙撃相手に飼われているペットがいた場合、必要ならペットに対しても正面から応対する（『南仏海岸』）。
  - 忠実な協力者には労いの言葉をかけたり、弱音を吐けば叱咤するなどして、モチベーションを上げさせる場合もある。結果が思わしくない時にはフォローも行う（『ブーメランを持つ女』など）。
    - 協力者の責任で危機に陥いったり、状況が良くない場合に「気にするな」「俺の責任ということだ」など（『最後の酒』など）。
    - 協力者が遂行途中で死を迎える事態になった場合、後のことは自分がやりとげる旨を伝えたりする。

  - 協力者には（暗に口止め料を含めた）高額な報酬で（貨幣とは限らない）報いる。
    - ゴルゴの依頼を完遂した後、その協力者が心境の変化（「これは既に自分自身の仕事として行動したから」といった旨）で報酬を断ったが、ゴルゴは「それと自分の依頼は別のこと」「ルールに抵触しなければ何をしようと自由だ」といった旨の返答をし、契約通りに報酬を支払っている。なお、この協力者は依頼の途中でターゲットに狙撃されかけるアクシデントに見舞われているが、それに対するゴルゴのフォローも含まれているのかは不明（『殺人マニュアル』）。

  - 相手が協力を望まない場合でも様々な手段で手伝わせようとする。協力させるために必要なら、無償で仕事を引き受ける場合もある。
  - 依頼とは関係のない第三者の所有物が仕事のためにどうしても必要で、それを盗まねばならないときは、盗んだ物の対価として多額の現金を置いて立ち去ったり、後日、相当品を贈ることで償ったりしている（『極限標的』『静かなる草原』）。
  - 自らの信念や使命に殉じた人間には特別な敬意を表することがある（『2万5千年の荒野』『夏の老人』『もうひとりのプロフェッショナル』など）。
  - 希なことだが1対1の戦いでゴルゴに「最後の1発」を使い切らせる強敵に出会った場合は敬意を表する（『鬼畜の宴』『未来予測射撃』）。
  - 「同業者」である殺し屋に対しては相手の心情を汲んだ配慮をすることがある（『海へ向かうエバ』『死を運ぶ者共』など）。
  - 　未熟な狙撃手に対して「慈悲」と取れる行動をすることがある（『三人の狙撃手』『プラスワンショット』）。

以上、接した者に強い印象を残し、また分析しようとすると極端すぎるという、相反を併せ持つ性格の持ち主。作中、ゴルゴの分析にあたったFBI主任捜査官は、「社会不適格者（ソシオパス）」と総括した。

#### 初期の性格
上記のゴルゴの性格は、長期に渡る漫画連載によって形成された物であり、初期作品においては後年での作中描写とは違っている点がいくつか存在する。
感情がハッキリ顔に出る。
- ハッキリと驚いた表情を浮かべる
- 相手を罠にはめた時など、皮肉たっぷりにニヤリと笑う（『黒い熱風』）
- 自分に不都合なことがあれば、「ちっ」と舌打ちすることもある。（『ビッグ・セイフ作戦』）
- ピンチに陥った時、自身に問いかける場面がある（『ブービートラップ』）
- 窮地に陥った時に、わかりやすく動揺する。
- 自身の過去を詮索された時、相手をきつく睨みつける（『檻の中の眠り』）
- 精神錯乱剤の一種アクテドロンとメスカリンの入ったシャンパンを飲まされ、幻覚が現れた際に苦痛と焦りの表情を浮かべる（『デロスの咆哮』）
- 囚人として潜入した刑務所の所長や看守に対し、（死刑囚であるターゲットに近づくための手段とも考えられるが）多数侮辱的な言葉を吐き、挑発する（『檻の中の眠り』）

後年での作中描写に比べて、注意力が足りず、警戒心が薄い。
- 肉体関係を持った女性がゴルゴの後を付いて来ても気づかず、狙撃の現場を目撃される
  - 結局、口封じのため、苦悩の表情を浮かべながら殺害する（『白夜は愛のうめき』）

- ターゲットを狙撃しようとした瞬間、ゴルゴの偽者（ベン・ピアース）にナイフを投げつけられ、妨害されかける（『ラブはナイフ』）
- ターゲットの狙撃後、猫の物音に驚いた弾みで薬莢を落とし、警察の捜査を受けてしまう（『ROOM・No.909』）
- 他人を狙った爆弾に巻き込まれて爆死しかける（ゴルゴは爆弾の存在やその背後関係には全く気が付いておらず、爆死を免れたのも単なる幸運だった）（『殺意の交差』）
- ゴルゴの気づかないうちに狙撃されかけたことがある（『そして死が残った』『メジャー・オペレーション』『大学教授の私生活』など。いずれも弾が外れて未遂に終わったが、それも単なる幸運だった）

口数が多く、余計なことも口にする。
- ターゲットが偽者と分かった理由を長々と喋る（『デロスの咆哮』）
- ターゲットの殺害前に暗殺される理由を説明したり、自分の名前を名乗ったりする（『檻の中の眠り』）
- 刑務所からの脱獄中という緊迫した状況にもかかわらず、ハレーションの原理などを長々と解説する（『檻の中の眠り』）
- 依頼人からの報酬を受け取る際に「たしかに………領収書はいらないだろうね？」とジョークを言ったことがある（『ビッグ・セイフ作戦』）

作者によれば、ゴルゴが無口になったのは「ゴルゴ自身で語らせるよりも周囲の人間に語らせたほうが面白い」という作劇上の都合である。なお、無口がゴルゴの性格として定着した以降においても、ストーリー上の都合でどうしてもゴルゴに語らせる必要がある場合、稀にゴルゴが饒舌になることがある。
- ほとんどはターゲットかゴルゴを狙った相手と至近距離で対面した場合であり、死にゆく相手の質問に対しては、依頼者や自分自身のルーツについて以外ならば簡潔に答えることが多く、まれにジョークも口にする（『B&Cクラブ会員死す』）。

### 名前の意味
- 「ゴルゴタの丘でイエス・キリストに荊の冠をかぶせて殺した13番目の男」つまり、神に背を向けた、13番目という不吉な数字を背負った男という意味であると言われる。本作のロゴマークには、荊の冠をかぶった白骨化したキリストをあしらったものもある。また自身をキリストと認識したコンピュータプログラム「ジーザス」が、2000年前の復讐としてゴルゴを抹殺しようとしたことがある（『15-34』）。
- 以前収監された刑務所で囚人番号が1214であり、その際に生きて出てきたものはいないとされる独房（通称：ゴルゴタの棺桶）から生還したことから、囚人達にそう呼ばれていた（『ビッグ・セイフ作戦』、『檻の中の眠り』）。
- 相手に自ら名乗っている（『檻の中の眠り』）。
- ドワイト・D・グリンヒルが頭取を務めるスイス銀行にあったゴルゴ13の口座の番号は「F5・R6・I5・D1・A3・XY」となっていた。数字だけ読むと「56513(＝ゴルゴ13)」になる。英文字を読むと「FRIDAXY」となり、「FRIDAY」と解釈すれば「13日の金曜日」に通じる。（リイド社コミックス第3巻『最後の間諜―虫―』）

### 服装及び所持品
- 服装：ビジネススーツや戦闘服などを中心に、TPOに合ったものを着こなす。地域の環境や風土に適応した民族衣装を着る場合もある。
  - 任務によっては様々な職業になりすます必要もあるため、必要に応じた職業の制服を用意することもある（軍人、警察官、ホテルのボーイ、清掃員など多数）。
  - 任務に必要な制服を調達できない場合、本職から制服や装備品を奪うこともある（『アクロバティックス』『未明の標的』など）。
- 下着：ブリーフ。
- 腕時計：正確性よりも核爆発などの電磁波の影響を受けない信頼性を優先し、スイスの高名な時計職人の自動巻時計を愛用。この時計にはナイフ・爆発物など特殊な機構が組み込まれている（『螺旋』『海神が目覚める』）。
- ライター：様々なタイプのライターが登場するが、ダンヒルに代表されるローラータイプが多く登場する。爆発物を仕込んでいる場合もあるが、ハッタリであったケースもある（『アクシデンタル』）。
- 財布：必要に応じ、各国の紙幣を十分用意して携行する（『バスク・空白の依頼』など）。クレジットカードも所持してはいるが、ITに強いハッカーなどに利用履歴と足取りをたどられたり、カードの無効化で行動を制限され、預金を引き出せなくなったこともある（『ロックフォードの野望』『シリコンアイランド』など）。
- 護身用品
  - 左腋の下に取り付けたショルダーホルスターに拳銃
  - 足首にナイフもしくは拳銃
  - 硬貨に偽装された小型ナイフ
  - 腕時計には仕込み刃がある
  - オイルライター、葉巻または煙草の箱、万年筆に偽装した手榴弾。
  - 移動時の車などには拳銃、愛用のM16を備えつけて置くこともあるが、特に規制や検問が厳しい国や地域ではその限りではない。
  - 使用するコテージの室内には寸鉄が置かれている。

その他：葉巻はトルコ巻のトレンド（『黒い熱風』より）。または紙巻タバコ。黒のアタッシェケース。
- 使用している石鹸は肌はすべすべになり、安っぽい残り香もない高級品。第211話『7号コテージ事件』では、ゴルゴが使用していたコテージから「イギリス王室御用達（英語版）」の「ブラウン・ウインザー」が発見されたが、正確なメーカーは不明である[14]。

### 信条
自分のルールを厳格に守り、生き抜くことを第一に考える。仕事は完遂するために最大限の努力をする。
時間厳守
指定された面会場所に依頼人が遅れてくると依頼を破棄することがある。ただし、依頼人や自分自身に止むを得ない事情で遅れた場合は融通が利く場合もある。
自衛行動
相手が誰であろうと自分に危害を加える者を許さない。背後に立たれることを極端に嫌い、立たれると反射的に殴り飛ばし、特に不意に相手に立たれた場合には、ゴルゴ自身の意思に反して勝手に身体が動いて殴り倒してしまう。依頼内容を聞く際も、背後に回り込めないよう分厚い壁や太い柱を背にして聞く場面が多い。ただし、状況として止むを得ず背後に相手がいる必要があり、ゴルゴ自身が事前にそれを心得ていた場合は意識して抑えることもできる（無関係な民間人と行列を並ぶ必要があるとき、自身を診察した医師からの指示でうつぶせで腰椎穿刺されたとき、正体を隠しながらボディチェックを受ける必要があるとき、銃を持った敵数人に囲まれ、反撃の余地がないとき、自動車や飛行機の後部座席に誰かが乗るときなど）。
腕の立つ格闘家に背後を取られ、窮地に陥ったこともあるが、強引に腕の関節を外すことで窮地を脱し、反撃に持ち込んだこともある（『モスクワの記憶』『G戦場のニンジャ』）。
また、利き手を相手に預けることを嫌い、握手はしない。ただし、相手の能力を測る場合、自分の正体を隠している際に握手をするのが自然な場合など、必要があればする（『生存確率0.13%』、『G資金異聞　潮流激る南沙』）。また、接触した相手が自分と全く握手をしなかったことから、自分と同じ「その道の人間」と気付いたことがある（『デロスの咆哮』）。
ポケットやアタッシュケースなどから資料を出してもらう際、「ゆっくり（手を）出せ」と指示する（『G線上の狙撃』『顔のない逃亡者』など多数）。
周囲が暗くなった時には闇討ちを警戒して自分の位置を変える。初期には依頼人が部屋を暗くして映写により依頼の説明をすることがしばしばあり、映写が終了して部屋が明るくなった時にゴルゴが暗くなる前の位置にいないことに困惑する描写があった。
他者とは極力関わらない
任務に関係のない他者の生命の問題には一切介入しない。たとえば射撃テストのために鳥を撃つことはあっても（『バイオニック・ソルジャー』）、ランニング・トレーニングにおいては、巣から落ちている鳥の卵は踏まないように避けている。ただし逆に巣に戻すこともしない（『静かなる草原』）。
依頼が正当なものでルールに反していない限り、依頼を全力で遂行し、それによって生じた問題は全て自分が背負う
『4星条旗を撃つ』にて依頼人から依頼を聞いた時の回想から。依頼人がルールに反していない限り、依頼人の要望に全力で答え、あらゆるリスクをすべて受け入れる。

### 習慣
睡眠
睡眠中も常に周囲を警戒しており、睡眠時は、自分の傍らに銃を置いて寝る（『夜は消えず』など多数）。殺気を感じた場合は、寝ていながら相手にナイフを向けるなど無意識の反撃姿勢をとる（『ゴルゴ in 砂嵐』など多数）。敵の奇襲に対して臨機に応戦できるよう、靴を履いたままベッドで眠ることがある（『みな殺しの森』）。
また訓練と音の暗示によって、睡眠状態から瞬時に覚醒し任務を遂行する能力を身につけた（『テレパス』）。
飲食
飲料などは新品の封を切った物からしか飲まない。他人から渡された物も相手が口にし、安全を確信するまで使用しない。ただ、依頼人がたてたお茶を飲む（『シベリアの汽笛』）など状況や依頼人次第のようで、食事に関してもレストランなどで出された食事を普通に食べているが、食事に毒物を入れられた際には簡単にそれを見破っているため、食物に毒物を混入されても見破る自信があっての行動と思われる（『キャサワリー』）。飲酒に関してはバーなどで普通に飲むこともあるが、酩酊するまで大量に飲むことはない。
また、箸も使える（『チャイナ・タウン』）。食事のマナーに関しては、依頼人から修羅場を多くくぐってきた人物とは思えない優雅な手付きと称賛される一方（『黒い星』）、レストランでステーキを食べながら電話をかけるなどあまり行儀がいいとは言えない時もある（『戦艦ヨークシャーの反乱』）。
喫煙
普段のゴルゴの喫煙では主に「トルコ巻きのトレンドしか吸わない」と発言しており、紙巻煙草はほとんど吸わない（『黒い熱風』、『33+G』）。
依頼人とのコンタクトを取る際もしばしば喫煙するシーンは見られるが、依頼を受諾した後はそのままポイ捨てしたり、禁煙のタクシーの乗車時にも喫煙するなど、マナーは徹底していない（『円卓の騎士団』）。また、科学技術の進歩によりたばこに付着した唾液などから遺伝子情報などが調べられるようになっても、依頼人の前で捨てていることもある（『依頼保留』など）。
医療
飲食と同じく、他人から渡された薬物をそのまま摂取せず、相手にも同じ物を摂取させるなど、安全が確信できるまで使用しない（『アルヘンチーノ・ティグレ』、『36000秒分の1秒』）。毒物が入っていないかを確認した場合、直後に吐き出させたり、直前に制止させる。
休暇
1年のうち必ず1ヶ月は全く活動せず、何をしているのか不明な期間がある（『おろしや間諜伝説』）。判明していることでは、モンタナ州の田舎にあるロッジで一時的にリフレッシュしていた場面があった。このロッジは全面防弾で発電機を備えているばかりか地下に核シェルターまで備えてある代物で、その中でも常に銃を携帯して過ごすなど、強い警戒は普段通りだったが、屋上に椅子を置いて寝込む所が見られた。周囲の住民の様子を見る限り、定期的に使用していると思われる（『禍なすもの』）。
また大型クルーザーを所有しており、休暇、および健康維持管理の施設として用いている。執事が1人おり、その話によると休暇中は主に本を読んで過ごしている（『いにしえの法に拠りて』）。

### 知名度
本人の意向もあり、一般人には知られていない。公にしようとした者は阻止される。各国の権力者、軍事・警察関係者の重要人物には知られているが、それらの組織の中でも下の方の要員には知らされていない。
- 各国政府首脳や、情報機関、高位の役人などの権力者は連絡ルートと存在を把握している。友好国同士、常に彼の動きを連絡し合っている（『闇の封印』）。
- 国際連合事務総長は、代替わりの際にコンタクト方法を継承している。
- ただし、日本の役人の中にはゴルゴを知らない者がおり、他国の役人にその無知を呆れられたことがある。逆にCIAでは情報局員が本来、機密に触れない筈の管財員にゴルゴの情報を漏らしてしまったことがある（『13番目の客』）。
- 警察や犯罪組織、企業や個人は極限られた人間しか存在を知らない。警察署内で新聞を読みながら所持品の受け取りを待っていた際や（『神に贈られし物』）、FBI本部のそばに素顔でいても（『宴の終焉』）周囲の警官に咎められもしなかった。しかし、捜査情報や記録としてはファイルやパソコンに記録されているため、時として一刑事や一般人に存在や連絡方法、犯罪歴を知られてしまう場合もある。
- 保存されている資料は記録されている内容には乏しく、たとえ記録が存在してもゴルゴ自身が不都合と判断して廃棄させるように働きかけるケースもある。そのため顔写真もあまり出回っていないせいか、ゴルゴの存在が噂と認識されてしまうことすらある。第三者が偶然に写真や映像に撮ろうとしても避けるため、なかなか撮影できない（『トリポリの埋葬』では、日本の公安一課特殊処理班に「植物図鑑A-32　鬼百合」という暗号名で資料がある）。
- 依頼を必ず遂行するという評判から、知っている者はアメリカ合衆国大統領でさえ極力敵対を避ける。
  - 過去に軍隊の排除をゴルゴに依頼した紛争国のある村には、周辺に軍隊が近づかない空白地域になっている（『静かなる記念日』）。
  - 団体の中にゴルゴを簡単に動かせる人物がいると分かり、報復を避けるため国の機関による暗殺などの強硬手段を断念させた（『冥王の密約』）。
  - かじった程度の知識しかない人間からは過剰に恐れられていることもある（『13人目の陪審員』『13番目の客』など）。
- その評判ゆえに、本人の意図がなくとも敵を作ることがある。
  - 個人や団体、新兵器の箔付けや実力の証明のためにゴルゴが標的にされる。
  - たまたま同じ地域にいただけで、その地域で作戦を遂行中だった軍隊・情報部が「作戦妨害のために雇われたのでは」と思い込み、抹殺を考える。
  - 上記と同様の理由で地元のマフィアなどの犯罪組織に、公安関係や敵対組織から自分達の暗殺を依頼されていると思い込み、襲撃を受ける。
  - ゴルゴと無関係の殺人事件を公安組織がゴルゴの仕事だと誤解して拘束する。また犯罪者が自分の殺人をゴルゴの仕事に見せかけようとする。
  - 事情を聞かされていなかった依頼人のボディガードがゴルゴを「雇い主（依頼人）を殺しに来た」と誤解して襲撃、殺害されたこともある（『ホリデー・イン・ザ・パーク』）。
- 様々な情報からゴルゴの存在が第三者に発見されてしまうことがある。
  - 株価の推移と殺人事件の発生の同期（『システム・ダウン』）
  - カジノのスロットマシンの大当たりと、ラジオへのリクエストの同期（『システム・ダウン』）
  - 繰り返し届く意味のない絵葉書の文面（『300万通の絵葉書』）
  - 銀行の多額の口座情報

## 人間関係
常に一人で行動する。現在までに家族は登場していない。ただし、家族である可能性のある者（または血縁者である旨を自称する者）は登場している。ゴルゴが自ら「友人である」と述べた人物はいないが、ゴルゴを友人であると述べた人物、ゴルゴが「戦友」と述べた人物はいる。概略を以下に述べるが、各キャラクターの詳細は別記事を参照。

### 親密な関係者
ビジネス上の付き合いをしている者の中には、ゴルゴ13と特に親密な関係を持つ者もいる。以下にその例。
デイブ・マッカートニー
ニューヨーク在住の初老になりかけている男で、ゴルゴが信頼する超一流のガン・スミス（銃職人）。そして、ビジネスライクなゴルゴが謝礼の言葉を述べる数少ない人物。ゴルゴが依頼する銃の改造などのリクエストや制限時間に確実に応え、半ば拉致同然の状態で連れて来られ、宇宙で狙撃可能なM16を不眠不休72時間以内で製作（『軌道上狙撃』）、極めて困難なスーパーバレルなどの製作（『傑作・アサルトライフル（アニメ）』）や、ボディチェック回避と証拠隠滅のため低融点合金を用いた小型銃の金型を作る（『殺人劇の夜』）など、腕前は登場しているガン・スミスの中でも超一流だが、ゴルゴの求めた性能に出来なかった際には正直にゴルゴに謝罪している（『宴の終焉』）。彼を主人公にしたスピンオフ作品『銃器職人・デイブ』も制作されている。
マーカス・モンゴメリー
終身刑で服役中の囚人で、ゴルゴへの連絡手段の仲介者。彼との間には強い信頼関係が存在することが示唆されている（『マークのリクエスト』）。
ヒューム
MI6の部長であり、個人としてゴルゴ13への依頼回数が最多。ゴルゴのルールに抵触するような接触や依頼を繰り返しても許せるような信頼関係があると思われる。また、作中でゴルゴが「ヒュームさん」と呼ぶ場面があり（『そして死が残った』）、『イングリッシュローズ』では彼の後継にあたる人物に、「ヒューム家のバラは見事だった、ということだな？」と彼の存在を偲ぶ発言をしている。
ローゼン・ザメック
ゴルゴのことを友人と呼ぶ人物であり、ゴルゴと握手できないことを嘆いている。ゴルゴと酒を酌み交わしたり（その時はゴルゴは、何の警戒も無く注がれた酒を飲んでいる）、会話の中でゴルゴにプロとしての秘訣（10%の才能と20%の努力、30%の臆病さ、残る40%は運）を語らせたりと、かなり親密な仲ではある。ローゼンが死んだ時には、ゴルゴはローゼンは恐らく自分に依頼をしているだろうと思い、その依頼内容を探るために行動しており、依頼に厳密なルールを課しているゴルゴとは思えない態度を取っている。一方ローゼンがゴルゴの面前で狙撃された際、ゴルゴ自身は狙撃に十分に注意を払っていたにもかかわらず、ローゼンが狙撃には絶好のポイントに立っていたのを黙って見過していた。
天城勘蔵
宮城県で夫婦共に農業を営んでいるが、元大物政治家で、現在でも政治界に多大な影響力がある。ゴルゴとは夫婦共に付き合いがある。作中で描写されたゴルゴへの依頼は1件のみだが、その際には「充分な報酬額は払えないが長い付き合いに免じて引き受けてほしい」と頼み、ゴルゴも了承しており、そういうことが許される信頼関係を作っている様子（『剥がれた鍍金』）。
張金栄
台湾の幇（台湾華僑）・「竹連幇」の大家姐（女当主）。腹心が依頼した仕事を身内で片付けると一旦キャンセルし、お詫びにと会食を共にした。そして敵の術中に嵌まろうとした張を制止し、再び依頼を引き受けている。普段は相手と絶対会食しないゴルゴが唯一会食を共にした相手で、依頼以外相手に一切関与しないゴルゴが唯一関与したことから張の人間性を高く評価している（『黒い星』）。
イヴァノバ
ゴルゴが「戦友」と呼ぶ人物。女性ながらゴルゴを上回る長身で、戦闘技量にも長ける。ゴルゴが任務遂行上、2度一緒に戦っている。その際、背後から抱きつかれても厭わないなど、普段のゴルゴとは思えない態度を取っている。さらには自分を抱いてくれるように懇願した時は、ゴルゴは滅多に見せない笑みを浮かべている（『地図無き悪霊の森』『怪力戦士イヴァノバ』）。

### 依頼人
各国の首脳から財界人、軍人、同業者、犯罪組織、犯罪者、老人、子供まで。階級、人種、性別、職種、思想、宗教を全く問わず非常に幅広い。本人曰く、「他の手段ではどうしようもない状況だから依頼に来る者が多い」とのこと。
本人のルールに抵触しなければ依頼人となることができる。また、本人のルールに抵触した場合、それは死への報復につながる。
- 特に依頼人が政治家や富豪といった上流階級の人間の場合、諸々の理由から（依頼の際に隠しごとは禁物という）本人のルールを知る知らないに関係なく、つい自分の暗部や裏事情といった他人に知られたくない後ろめたいことを隠してしまい、報復を受けるケースが多々ある（『感謝の印』など）。
  - 金品や利権に対する執着心からゴルゴをも信用せず、それ絡みの件を隠して依頼をする（『黄昏のカシミール』、『海の鉱山』など）。なおその場合でも依頼人を制裁しつつ、依頼を引き受けることはある（『ビリニュスの光と影』）。
- 本人に会った際に依頼人あるいはその関係者が、軽く見る、信用しない、暴言を吐くなど、ゴルゴへの侮辱と受け取れる態度で接した場合は「依頼人になる資格がない」などと口にして依頼を断ることがある[16]。
  - 国家や組織に属さぬ個人だから（『300万通の絵葉書』など）。
  - 東洋系で肌の色が黄色（依頼人が白人の場合）だから（『錆びた黄金』）。
- 相場よりはるかに安い金額や、物品・脅迫等での依頼は基本的に受けず、報酬も受け取らない。しかし依頼人がその生命を賭して依頼を行った場合には受けることもある（『ガリンペイロ』『黒い通信』など）。
  - その場合においてもゴルゴにとっては自身が納得した依頼と同等にそれらの依頼を扱う。『ガリンペイロ』のエピソードの際には小粒の屑ダイヤ5つという報酬に対して最新鋭の火器・装備を惜しげもなく搭載した装甲車を自費で購入した上に、ハイジャックを行い高額の身代金を要求する（その後、身代金の受け取り時に同額の紙幣が入ったトランクを引き渡しに来た刑事に渡している）という高いリスクを負ってまで、その行為自体をターゲット達を自分の下に集わせる撒き餌として扱っている。
- 依頼受託後の依頼人の安否がどうなろうとゴルゴは関与しない。ただし、依頼人の覚悟などを聞き、ゴルゴがそれを評価した場合、ゴルゴが依頼人に対する助け舟を出す事がある(『シベリアの汽船』など)。

### 協力者
特殊技能（変装）、武器の調達、情報収集など、また必要と判断した際にその分野の中でもさらに優れたプロに委託したり、直接師事し教えを乞おうとする。秘密厳守で、必要な情報以外は用途すら知らされないばかりか、ゴルゴの正体すら知らない場合も多い。引き受ければ過分な報酬をもって報いる。
また、非常事態に備えて各地に保険的な意味合いで雇っている者が多数いる。滅多に連絡することはないが、万が一の時は連絡があったら24時間いつでも理由を聞かずにゴルゴを助けることを条件に、平常時から多額の報酬を支払い続けている。
- 少ないが正体を知った上で雇用関係にある者もいる。
- 超一流を自他共に認めるゴルゴに名指しで依頼されることに、プロとしての誇りを感じている者もいる。『螺旋』の時計職人ハインツは「自分だけがゴルゴの特注時計を作っている」ことをブランドや名声に勝る名誉と受け止めていた。『夏の老人』の高柳廣一は心臓発作で死の淵にある時ですら、ゴルゴの依頼で研磨したシアーハンマーの出来映えを優先した。
- 自身の知識も相当だが、健康診断にはきちんと正規の医師を雇用する（『プライベート・タイム』、『キャサワリー』など）。
- 依頼の実行に必要な協力者がプライベートに問題を抱えていてゴルゴに協力できない状況にある場合、その問題の解決に助力する（『バスを待つ人びと』）。
- 敵の狙撃時のクセを解析してもらうために天才オペレーターを雇った（『スーパースターの共演』）。
- 雇ったということではないが、結果として利用する形になった相手に対しては、命を救うことをもって報酬としたこともある（『日本人・東研作』『TATOO・刺青』）。
  - 他にも集めていた情報を得た見返りに命を助ける（『地上の太陽』『極東の凶行』）、標的をあぶり出すため利用した人間を助け、彼らが脱出するのを見届けてから施設を爆破する（『万能ベクター・VOGUE』）など当人が意識せずともゴルゴの依頼を果たすのに役立った場合には相応の配慮をする。
- 依頼・逃亡などの過程で、死の淵に立たされていた者の命を助ける代わりに協力を求めることもある（『タラントゥーラ＝舞踏蜘蛛』など）。
- 簡単な作業（張り紙を貼る、偽装した小型装置を設置するなど）であれば、裏社会と縁のない民間人に協力を頼むこともある。ただし、それでも確実に遂行させるため、借金などで生活苦の者を雇うことも多い。
- 希に偶然出会った相手を脅して協力させることもある（『人形の家』）。この場合も約束を守れば報酬を払うことに変わりは無いが、相手が裏切れば即座に始末する用意をしていた。

### 女性関係
ひどく無愛想な性格でありながら女性には好かれ、性関係を持つことも多い。反対に同性愛（ホモセクシャル）の経験はない。また、しばしば仕事の前に娼婦と関係することもある。売春宿に宿泊することも多いが、これは逃亡のため身を隠す（『破局点』）、仕事に関連した情報を娼婦から集める（『ラオスのけし』）などの目的による事が多い。なお、無条件に受け入れる訳ではなくゴルゴなりの基準に基づいており、基準に合わない女性であれば迫られても断る。基本的に高飛車な女は嫌いであるが、女性の国籍、人種、職業などで差別することなく相手する。
- 性行為の最中でもほとんど表情を変えず、依頼のことを考えることもある。
- 葉巻を燻らせながら騎乗位で行なう場面が多く見られる（背後に人を立たせないようにするためらしい）。
- 百戦錬磨の娼婦や不感症の女も絶頂に導いたり、ニンフォマニアの女を虜にするエピソードがある。
- 性行為の相手の括約筋の具合から人種を判別できる（『見えない翼』）。
- 性行為を止め「二度三度と味わえる女は滅多にいない」と発言したことがある（『飢餓共和国（後編）』）。
- 任務遂行の手段として、標的（ジョー・アガスラッグ）の恋人であるスージーをレイプし、悲鳴を録音した（『氷結海峡』）。
- 作品中で射精した描写は昏睡時に少女に“口”でされた時（『VOODOO』）以外存在せず、そのことに対する女性からの質問には答えない。ただし、ゴルゴのものと思われる子供（ゴルゴ13の登場人物#その他を参照）は何人かいる。
- マフィアがゴルゴに梅毒を感染させようとして、梅毒に感染した娼婦をゴルゴの元に送り込んだことがあるが、それを見破り、娼婦の首を折ってしまった（『キャサワリー』）。
- DIA女性職員ディアナがゴルゴの魅力に引かれたため、娼婦のフリをしてゴルゴと関係を持ったが、ゴルゴの名を知っていたことを怪しまれて射殺されてしまった（『プレイバック』）。
- 追われて逃げ込んできたり、レイプされそうになった女性を結果的に助けた後、その女性がゴルゴを誘い、男女関係を持ったりする。（『モンゴルの鷹』、『女カメラマン・キム』、『フルマーク』など多数）
- ゴルゴが女性を「美人」と言ったのは、英国諜報部の女性だけである（『ビッグ・セイフ作戦』）
- ゴルゴが女性を「いい体だ……」と褒めたことがある（『幽霊定期便』）
- 前述の通り「二度三度と味わえる女はいない」と言うゴルゴだが、任務のパートナーの女性を2度も抱いたことがある（「『ダイブ to トリポリ』、『冷血キャサリン』（一度関係をもってから数年後に二度目））。
- 娼婦に「あんた、淋しそうでいい男なんだから…そんな目（睨みつけるような鋭い目つき）をしなきゃ、もてるのに」と言われて、ゴルゴが苦笑する場面がある（『ミッドナイト・エンジェル』）
- ゴルゴが敵組織に捕まった時に、関係を持った娼婦が巻き添えで拷問され殺された。（『統計解析射撃　ダラスの極限』）
- 女性とカーセックスをしていたことがある（『南仏海岸』）
- ゴルゴ13の背後にひっそり立とうとした娼婦を条件反射で殴ってしまい、これがきっかけで警察に捕まってしまった（『ビッグ・セイフ作戦』）
- 500話目にして連載開始以来、初めて日本人女性と関係を持った（『史上初の狙撃者　ザ・ファースト・スナイパー』2回戦にも及んでいる）
- なお、女性関係とは直接の関係はないが、黒人に変装して刑務所に入った際、黒人と認識していたにもかかわらず看守が驚いてしまうほどの巨根の持ち主である。
- 敵と見抜いた女性の陰部に催淫薬を塗りこみ、我を失った女性から情報を聞き出し（『死の収穫』）、その後女性の陰部に銃口を突っ込んで射殺。『ゴルゴ学』にて「ゴルゴ史上最も残酷な殺し方」と指摘された。
- 行為中にマフィアに踏み込まれる、緊迫した状況下でもなお、勃ったままでいられる（『波止場を我が手に』）。

### ゴルゴ13に匹敵する能力を持つ人物
作中でゴルゴよりも射撃や格闘面で優れているか、対等な技量・能力を持つ可能性のある人物が存在する。なお、下記の人物は全て作中で死亡している。
| 名                                                          | 登場作品                                                  | 能力・備考 |
| ----------------------------------------------------------- | --------------------------------------------------------- | --- |
| イクシオン                                                  | 漫画：南仏海岸（第9話）                                   | 盲人ながら、ゴルゴ以上の早撃ち。ゴルゴは盲人ゆえの弱点を突いて勝利する。 |
| デイビッド（デイブ）・クルーガー                            | スタジアムに血を流して                                    | オリンピックのシルエット競技で世界最高記録をマークした射撃の名手。姉の仇としてゴルゴと対決。ゴルゴに気づかれずに背後を取り、袖のボタンだけを撃ち飛ばして挑戦状を叩きつける。後日の決闘においては、ゴルゴより早く銃を撃ち、右腕を負傷させる。しかし元は競技者ゆえに人間を撃ったことはなく、それゆえのクセがあり、隙をゴルゴに突かれて敗れる。                                                                                      |
| “白紙”のギル                                                | 激怒の大地                                                | ゴルゴが「大物」と認めるプロの殺し屋。遠距離（正確な距離は不明）の鉄パイプの隙間から標的を1発でしとめる技量を持つ。同じ標的（ビセンテ・ヨーク）を追うゴルゴと遭遇し、先にゴルゴの始末を図るも、標的を「聖者」と崇拝する少年バルビーに背後からナイフを飛ばされ死亡。 |
| 暗殺部ベスト3                                               | 標的24分の1                                               | ギャング「ニューヨーク・ファミリー」直属の暗殺部でトップレベルの実力を持つ3人。ボスを狙うゴルゴに対抗するため、暗殺部リーダーのトムソンが招集をかけた。ゴルゴの抜き打ちの早さを計測した後に招集されたことからも、高い実力を有していたことがわかる。 |
| ビリー                                                      | 漫画：レディー・ビッチ（第97話） アニメ：プリティウーマン | ハンドガンの早撃ちならゴルゴ以上と自負する。 ゴルゴの方は、「（抜き打ちの速さは）0.17秒、（自分と）互角か…」と、冷静に判断している。 最終局面では、ビリーがリンダの手を握っている場を狙ってゴルゴが現れ、銃の抜き打ち勝負でゴルゴが勝利する。ビリーの最期の言葉「お前（リンダ）の手を握っていなければ、俺は、奴（ゴルゴ）より先に銃を抜けた筈だ…。こんな時を狙って来るなんて…、さすが…」                                          |
| ウェブナー                                                  | 破局点                                                    | ハーバード大学教授で犯罪心理学の権威。本人に戦闘能力はないが自らの理論でゴルゴの思考をほぼ全て読みさらにハンターガイドとコンビを組んでゴルゴを追い詰めた。しかしゴルゴは、騒動師リンドンに依頼しゴルゴ本人にも判らない不測の事態に遭うという“破局理論”に身を置く（自身とウェブナー両方が予想できない環境を作る）ことでウェブナーの理論から脱却した。                                                                              |
| スパルタカス                                                | 鬼畜の宴                                                  | ゴルゴも自分と同格と認める敵手。 通常であれば常に1発以上の弾を弾倉に残すようにして使い切らないようにしているゴルゴが、弾倉を使い切るまで撃たなければならなかった。 ゴルゴ13を標的とした依頼を受け、ローマ・コロセウムを舞台にしたお互いに拳銃を使っての一騎討ちを行ったが、決闘後にゴルゴ13から依頼は口実で金持ちの道楽として撮影されていたことを教えられ、死の間際に依頼主の始末をゴルゴ13に依頼し、ゴルゴ13はそれを引き受ける。 |
| AX-3                                                        | 落日の死影                                                | ゴルゴと銃（での近距離戦闘）では互角。生物兵器研究所の破壊任務においてもゴルゴと遜色ない仕事を見せた。 具体的な状況は、研究所の隠されていた孤島の海岸での近距離戦。お互いにいざという時のためにとっておいた最後の銃弾を撃ち合った（ゴルゴの弾丸は外れ、AX-3の弾丸は命中するも決定打にはならず。アニメ版では両方の弾丸が命中）後、拳銃に武器を持ち替えて戦闘を続行。                                                               |
| キム                                                        | EBONY EYES                                                | ロスのマフィア・トーマスの用心棒。北朝鮮からアメリカへ密入国後、ベトナム戦争に従軍。特殊工作員として活躍した経歴を持つ。ナイフと銃器の能力が高い。トーマス暗殺の依頼を受けたゴルゴを始末するため、奇襲を計画した。その際ゴルゴの思考を読み（キム曰く「蛇の道はヘビ」）、ゴルゴの泊まるホテルを突き止め、あわや成功寸前だった。 |
| シュヴァイツェル （本名：ニコライ・セルゲヴィチ・ロマノフ） | すべて人民のもの                                          | 接近戦（ショートキル）においてソ連最強を謳われ、接近戦に関してはゴルゴを上回る可能性がある。しかしゴルゴは長距離狙撃（ロングキル）であっさりと片付ける。ゴルゴの異父兄かもしれない人物。 |
| ライリー                                                    | バイオニック・ソルジャー                                  | ペンタゴンの高官リチャード・パトリッチが医学博士のクリスティーンと共に造りあげた超人兵士。卓抜した頭脳と五輪選手並みの身体能力を持ち、その上薬物でドーピングまでしてゴルゴに襲いかかった。ゴルゴがインサイトした状態からの狙撃をかわした数少ない相手。銃弾をかわされた際に、ゴルゴを「人間の速さじゃない」と驚愕させた。 |
| 燐隊長                                                      | 白龍昇り立つ                                              | 中国山岳部隊の隊長。7000メートル級の高地という特殊環境にも順応する訓練を重ねゴルゴを圧倒する体力を持ち、高い標高における医学や地質学や技能にも博識である。 |
| ジョン・スミス（偽名）                                      | 未来予測射撃                                              | タイミングを合わせた先読みで正確に狙撃する「見越し射撃」が得意な殺し屋。狙撃銃での長距離戦ではゴルゴと決着つかず。互いに狙撃用の銃弾が尽きて接近戦になるも、それを見越したゴルゴがライフル銃に一発だけを残しておきハンドガン戦に持ち込むという策略の前に敗れる。死の間際にゴルゴは敬意を表して名を尋ねた。 |
| ジョー・アガスラッグ                                        | 氷結海峡                                                  | 驚異的な知覚力と体力を持つエスキモー。およそ半径1マイル以内の人間の気配をも察知できる。ゴルゴが唯一、標的以外の人間に危害を加えて利用して倒した。 |
| 東堂高志                                                    | 南フロリダ殺人ゲーム                                      | FBI捜査官マーク・ブラッドが、ゴルゴ13に匹敵する狙撃手として「ホーク・アイ、ヨン・リー・バンミン」（東堂のあだ名・偽名）の名を挙げている。 「禿鷲伝説」においてゴルゴ13と同一人物の可能性が疑われたが、別人であり既に死去していたことが判明。 |
| トロイ                                                      | 最終通貨の攻防                                            | 大学修了のエリートで博識であり、数学で受賞をしたこともある。本人曰く「奴が抜く速さは0.17秒、俺は0.16秒。身体のどこかに受けるだろうが俺の弾丸の方が奴の心臓をぶち抜く。」と目論み勝負するがトロイの弾は外れゴルゴの弾を心臓に受ける。「…そうか、抜く速さよりも正確さこそが勝利を分けるカギか…」と悟り息絶えた。 |

### ゴルゴ13のルールを破った者たち
いずれも報復を受け、死亡もしくは何らかの処置を受けているが、例外的に報復を受けていないケースもある。
| 名                      | 登場作品                 | 備考 |
| ----------------------- | ------------------------ | --- |
| アドリン・B・カザリアン | 国際ダイアモンド保安機構 | 国際ダイヤモンド保安機構の総裁。 ゴルゴは娘の敵であり、殺すことを計画した。 ゴルゴには敵対組織のクリューガー兄弟の暗殺を依頼し、 一方でクリューガー兄弟にも偽の情報を流した。                                                              |
| ドミンゴ                | 内陸地帯                 | ボリビア軍大佐。アメリカ軍事顧問団と共同でゲリラ殲滅を依頼した。 一方でゲリラと組み、ゴルゴの暗殺を謀った。 発掘したダイヤ鉱脈をアメリカに発見されることを防ぐためであった。                                                               |
| ガルシア                | 死の収穫                 | ボリビア軍少佐。フランス大使を誘拐したゲリラの撲滅をゴルゴに依頼したことに不服。 「フランス大使の救出」という条件がゴルゴに課されていたにもかかわらず独断で仏大使を 射殺した。そしてゴルゴが行動に移す前にゲリラ撲滅の手柄の独占を図った。 |
| ”ペルシャ人の店"店主    | アクシデンタル           | 武器屋。アラブ情報局の依頼でゴルゴに銃器を提供した際、好奇心で空砲を混ぜた。 |
| ランディ                | Dabbie!!                 | COFO（各州共同協議会）の幹部。ゴルゴに裏切り者の暗殺を依頼した。 しかし、KKKなどの敵対組織からの報復を恐れ、警察にゴルゴの存在を密告した。                                                                                                 |
| リカルド・マルネス      | 柩に誓いを               | 兄をゴルゴに殺され、その復讐のために虚偽の依頼を行った。 |
| テオドール・ナッソー    | 曲線の男                 | ベルギー情報機関長官。東ドイツに連れ去られた前長官の暗殺を依頼。 しかしゴルゴに関する情報を東ドイツに流していた。 猟奇的な性格をしており、対立する勢力を手玉に取る癖を有する。                                                             |
| ダニエル・バルドー      | 夜は消えず               | 娼婦の過去を持つ、ベルギーの町長夫人。 娼婦時代に人殺しの経験があり、それをゴルゴに知られていた。 この時ゴルゴからは「おれを巻き込むな」と言及されていた。 偶然ゴルゴに再会したことから、過去がもれることを恐れ、殺し屋に依頼。            |
| 閣下                    | スキャンダルの未払い金   | 西ドイツ政界の大物。 |

## 能力
- 強靭な肉体と強い精神力、集中力を持つ。
  - 拳銃を撃つ速さは0.04秒に1発。銃やナイフを抜く速さは0.17秒（『動作・24分の4』）。
  - コンピューターが「生存不可」と判断した窮地からも脱出する。
  - パラシュート降下、登山、スキー、スキューバ（潜水）、犬ぞりや乗馬などのスポーツ能力に長ける。
  - 格闘技も達人レベルで、中国拳法のみで対決したり（『チャイナ・タウン』）、空手・柔術・サンボや古武道の技量を有しており、ショートキルでは拳銃を使わず、格闘のみで対処することもある。
  - 協力者に「イルカの速さで泳がない限り無理だ」と言われるが、爆発を利用して地下水脈を数十秒で泳ぎ地上に出た（『ミッション・イン・ヘル』）　
  - 常人なら1ヶ月で精神崩壊してしまう過酷な独房に60日間も入って脱獄し、暗殺を成功させた（『60日間の空白への再会』）
  - 敵の罠により一酸化炭素が充満する車内に閉じ込められたが、10分間息を止め脱出した（『バイルス・チェイス』）
- 膨大な知識を持つ。
  - ライフル銃、拳銃、バズーカ砲、対戦車ミサイル、ナイフ、果ては吹き矢など、古今東西の武器・戦闘方法に精通（『死闘ダイヤ・カット・ダイヤ』）。
  - 自動車・オートバイ・飛行機・船舶・潜水艦・ロケットなど幅広い操縦が可能。特に戦闘機の操縦は、その分野でのプロフェッショナルすら驚愕する技量であり、HTVに至っては開発者が自分達以上に精通していると認めるほどの手腕を発揮した（『流星雨の彼方で』）。
  - 世界各国の文化習慣、科学知識、ニュースはもとより、薬学（火薬・毒物・劇物の知識も含む）、医術、歴史、政治、経済、政財界の裏事情、果ては刺青、オペラなど幅広い知識に精通。数学はビルから落下中に窓から一瞬、見えただけの複雑な数式を即座に判定する能力がある（『最終通貨の攻防』）。
  - 他にもアンティークドール（『人形の家』）、油田採掘（『魑魅魍魎の井戸』）など身分を偽るために身につけたものであっても、本職の人間が舌を巻くほどの知識を有する。
  - サバイバルへの対応に対する知識・能力にも長けている（『最後の戦場』、『ストレンジャー』など多数）。南極大陸でのサバイバルも可能（『極寒の大地』）。
  - 読唇術を修得している。依頼人の女性が一時的に喋れなくなった時、口の動きで女性の周りにいた人物達を無関係者（＝敵）だと読唇術で判断した（『複合標的群』）。ただし当初は習得していなかった技能で、『行方不明のH氏』では読唇術のできる者を雇って敵の行き先を確かめさせている。その後自分自身で習得した模様。
- 学習能力に長けており、新たな技能が必要になった時でも熱心に非常に早く習得する。学ぶときは常に最善の相手を選んでおり「俺は師事する人間を間違えた事はない」（『一射一生』）と述べている。
  - 超人的体力と高い技量を要するアルパインスタイル（短期速攻法）を短期間で身に付けて、エベレストを登山した（『白龍昇り立つ』）。
  - 短期間で完璧な自己催眠を身に付け、深い眠りの状態から瞬時に覚醒して、身体能力をフルに引き出せる（『テレパス』）。
  - 和弓の流派（鞍馬竹林流）の家元に教えを乞い、師匠を上回る技能にまで短期間で到達（『一射一生』）。
  - 世界最大の粒子加速器の高度で膨大な専門資料を傍目には流し読みとしか思えない速度で目を通し、その中身を全て熟知して活用する（『異次元実験の危機』）。
- 肉体・精神的負荷に強い
  - いかなる拷問にも屈せず、逆に執行人の方が音を上げる。
  - 薬物や催眠術による自白の強要も自己暗示でガードされており、口を割ることはない。また、完璧な自己催眠がかけられる。
    - 『デロスの咆哮』で、精神錯乱剤の入ったシャンパンを飲まされた際は薬物への耐性は十分ついていなかったが、『テレパス』で自己催眠を身につけて以降、コカインを吸引しても一切の影響を受けない強靭さを身につけた（『メデシンカルテル』）。

  - 戦闘機による瞬間的な12.6Gの旋回にも耐える（『偽空座標X』[20]）。
- 動物の扱いにも卓越している。犬とは短期間で強い信頼関係を結ぶ描写が幾度かある（『黄金の犬』『寡黙なパートナー』など。後者のエピソードでは犬を射殺後、墓を作り墓碑代わりに射殺に使用した銃を置いていった）。自分が犬に追われたときにもその習性を利用して追跡をまいている（『ストレンジャー』）。また地元の人間でも手に負えない暴れ馬をたやすく乗りこなす（『甦るスタンディング・ベア』）。
- 意外な所ではチェスの心得もある。チェスでピンチになると窓の外に出て気分転換する癖のある男を狙撃する際に、ネット上での対戦を挑んで屋外に誘き出している。その任務を完遂するために急遽身に付けた技能なのか、以前からチェスを嗜んでいたのかは不明。ただゴルゴのチェスでの指し手は、対戦相手曰く「まるで機械と対決しているような気分だ…人間臭さのようなものを感じない…」とのこと（『メイティング・マテリアル』）。
- 美術品の鑑定眼は無い（『モナリザの弾痕』）と発言しているが、相手の目の動きで贋作を見抜いた。

以上のように万能と言える才能の持ち主であるが、ゴルゴ13の能力の真骨頂であり、彼を世界最高と言わしめているのは、やはり長距離狙撃・ロングキルである。

### 技能
成功率
依頼遂行率はほぼ100%。スナイパーとしての技術は超A級と評価される。
- - 『アクシデンタル』にて意図的に混ぜられていた不発弾を使用してしまい、その後狙撃を中止したため、初の失敗となって100%ではなくなった。この失敗がゴルゴを知る者の間で「唯一失敗した狙撃」としてしばしば引き合いにされることになる。
  - いかなる困難な状況の中においても、その技量と緻密な作戦によって不可能といわれる狙撃を成功させる。ただし失敗も皆無ではなく、関係者の裏切りによる狙撃中断（『アクシデンタル』）があり、この際はやり直しをせず依頼人に失敗を告げる。また『テレパス』においては超能力者に読まれて完全に失敗したが、依頼料を返金した上で「自分の問題」（自分へのけじめ）として、再度の狙撃を成功させた。

従って、狙撃成功率は100%ではないが、依頼達成率は100%に近い。
- - ただし、狙撃の対象を別の人物に先に狙撃か暗殺されるなど、「依頼人にとっては目的が達成」されているが、「ゴルゴの側の事情」として依頼を果せなかった例もある（『南仏海岸』、『傑作・アサルトライフル』、『情報遊戯』、『ロックフォードの野望 謀略の死角』など）。
  - 逆にゴルゴは依頼人の要求通りの仕事をしているが、結果が想定外だったことで狙撃が失敗したと誤解した例もある（『ダーティウイング』『パンドラの甕』など。なお後に依頼人が「ゴルゴは『依頼通り』[21]に狙撃を達成していた」ことを確認している）。
  - 「狙撃が失敗するように見せかけること」を依頼されたことが1回、真の標的をおびきよせる目的で故意に狙撃失敗にみせかけたことが1回、狙撃対象が物品（人形）だった場合に、その物品の所有者を対象とする狙撃の失敗と見せかけたことが1回ある。これらがゴルゴ13の失敗であるかのように流布され、誤解されている可能性もある（特に人形への狙撃の際は、狙撃に失敗したと流布されるよう仕向けた行動を取っている）。
  - 証拠は基本的に残さないが、武器に関しては依頼内容に銃を残すという条件が含まれる場合や、何らかの意図をもって残すことがある（『天使と悪魔の腕』）。狙撃を目撃された第三者は例外なく殺害することを基本とするが、その目撃者が直接依頼を出した場合は殺害しないなど例外がある。

即応能力
いかなる場合でも、直ちに対応策を実行する。
- - 携行している拳銃を、ダブルアクションで腰だめ（肩の高さまで持ち上げない）の上にノン・サイト（狙いをつけるための照準を使用しない）で撃ってもほぼ百発百中。
  - 避けながら撃つ不安定な体勢であってもほぼ百発百中。
  - コンピュータで照準を補正したライフルでも外れた狙撃を確実に命中させる（『装甲兵SDR2』）。
  - ショルダー・ホルスターから拳銃を抜く速さは0.17秒である。
  - 想定と違う箇所にある地雷を、銃弾で弾き飛ばして狙った場所に導き銃弾で起爆させ標的を爆破。
  - 想定の脱出ルートが使用できなくとも常に予備も検討しておく。

思考能力
狙撃の位置決めや通常の移動の際などにも常に敵の存在を仮定し、最も安全なルートを行動する。また、軍用戦略AIコンピュータの検討結果を凌ぐ行動をしばしば取る（『人工知能AIの誤算』）。
心理学者が自らの理論でゴルゴの動きを読みきったが、ゴルゴが自ら破局点（予想できない環境の変化のこと）を作り、その理論を破った（『破局点』）。

### 狙撃
最長射撃距離
今まで行った最長狙撃距離は、レールガンを使い大気圏内に飛来する隕石を狙撃で破壊。対人ではレーザー銃を用いた2,000mの狙撃の成功。その他、特殊軽量弾を用い、積乱雲の暖気による上昇気流に乗せて5,000m先の目標への着弾にも成功している（『害虫戦争』）。
M16を使用した、通常の射撃距離は六百数十m、現時点での作中で描かれた最長射撃距離は1,500mである。アニメ版では実弾で2,000mの狙撃を成功している。
特殊な狙撃例
- - 標的が事故死したように見せかけて狙撃(『クラウン夫妻の死』増刊28話『燃える氷塊』『ピンヘッド・シュート』『凍った炎』『FIRE!』など多数)。
  - 角度を完璧に計算した跳弾射撃（『110度の狙点』）。
  - 標的との間にポイントを設けての中継射撃（『円い村』）。
  - 自分と標的の間に障害物があっても、標的の位置さえ分かれば弾道を計算して狙撃（『饒舌なコイン』）。
  - 標的との直線上にある建物の窓とドアをすべて開けさせ、屋内に弾道を通過させて標的を狙撃（『橋は崩れた』）。
  - 水中からの狙撃(『クレムリン名簿』『海底の豚』)。
  - 弾道さえ曲がる強風下での見越し狙撃(『直線と曲線の荒野』)。
  - ブラインド状態から、音だけを頼りに狙撃(『潜入ルートG3』)。
  - 防弾ガラスの窓枠だけを打ち抜いて標的を狙撃（『死刑執行0:01AM』）。
  - プールにて偶発的にできる波の角度を利用した跳弾による狙撃（『硝子の要塞』）。
  - 専用のライフルを使用した宇宙での狙撃（『軌道上狙撃』）。
  - 和弓を使用した宇宙空間での軍事攻撃衛星の無力化（『一射一生』）。
  - 潮の満ち干きの高低差を利用した狙撃（『南フロリダ殺人ゲーム』）。
  - 筋弛緩剤を使用し、長時間射撃姿勢を保ったままチャンスを待っての狙撃（『36000秒分の1秒』）。
  - 厳重な警備体制が敷かれている街頭の一角で、古ビルを発破解体で爆破して警備に死角を作り出し、標的がパニックに陥っている隙をついて狙撃（『アッシュ最良の日』）。
  - 高さ30m以上の高層ホテルの屋上から身を投げ、高速で落下しながらホテル内の標的を狙撃。特殊な姿勢で真下の水深1mのプールに落着して落下の衝撃を殺し、そのまま犯行現場から逃走（『メデジンカルテル』）。
  - 統一前のドイツで、東ベルリンから西ベルリンへベルリンの壁越しに標的を狙撃（『ドイツはひとつ』）。
  - ネオジム磁石を使用した弾丸を使い、電磁誘導で発生した誘導電流による核融合施設の誤動作（破壊）（『地上の太陽』）。
  - 人質に危害が及ばないようにするため「NATO-198実包二重弾」という特殊な弾丸を使用し、2発で3人の敵を倒した（『レバノンの焦燥』）。

精密な狙撃例
数百m先の彼方にある、極小（数mm～数cm単位）の標的の狙撃も幾度と成功させている（狙撃にはわずかなずれも許されず、失敗すると無関係な人間の命を奪う恐れもある）。
- - 銃弾より硬い1,000カラットもの巨大ダイヤモンドの結晶点に狙いを定め、通常の鉛の弾頭により一撃で粉砕[25]（『死闘ダイヤ・カット・ダイヤ』）。
  - 演奏中のバイオリンの弦（G線）1本のみを狙撃し切断（『G線上の狙撃』）。
  - ターゲット（ゴルゴの依頼人）を狙っている狙撃者が狙撃銃のトリガーに指をかけた瞬間、その指を狙撃して銃口をはね上がらせ、ターゲットの座る車椅子を押す人物（狙撃者の依頼人）の脳天を見事に撃たせる。100分の1秒のずれさえ許されない精密さを要したが、狙撃を成功させる。その直後、狙撃者もゴルゴの銃弾で射殺される（『スーパー・スターの共演』）。
  - 数百m先の遠距離を、なおかつ不規則な動きで飛ぶ鳩の足に付けられた、妨害電波発信器のみを狙撃し、ロケット発射妨害を阻止（『リスキー・ビジネス』）。
  - 揺れる海上で、船の甲板上の人物のイヤリングだけを弾き飛ばす（『ピリオドの向こう』）。
  - 電話端子板。A-2とB-1のコードの交わる箇所。電話回線からアクセス不能のホストコンピュータ。この両者のコードの隙間に銃弾を打ち込んで通電させ「アクセス可能」にする狙撃(『2000.2.29』)。
  - 建造物の「固有周期」や海の「卓越周期」を計算したうえで、風速35mの海上にて、かつ激しく揺れる水上バイクに乗って「海上油田プラットフォーム」を狙撃。許容誤差が6cmの困難な狙撃だが、ロケットランチャーを使用して成功(『燃える氷塊』)。
  - 500m以上先にいる、標的の首筋の急所（瘂門）に刺さった、わずか数mmしかない鍼の先端を狙撃することで、鍼を深く刺し込んで標的の人間を即死させる。標的は「うっかり鍼を叩き、深く刺してしまったことによる事故死」として処理される(『ピンヘッド・シュート』)。
  - 換気扇のファンの間にできた、わずかな隙間を縫って対象を狙撃（『総統の揺りかご』）。
    - 2000年のアメリカ大統領選で票の再集計の最中、見つかった未発見の票の束が高々と掲げられた瞬間、屋外から換気扇のファンの隙間を縫って狙撃。弾痕が穿たれたパンチカードの票の束は穴が潰れて無効票となってしまい、これにより大統領選の勝敗が変わってしまう（『星条旗を撃つ』）。

特殊な標的
- - 「F-14 トムキャット」のレーダーカバー部分（『陽気な狙撃者』）。
  - 敵の武器の銃口(『装甲兵SDR2』)。
  - アメリカ軍特殊部隊や戦車大隊に単身で応戦し、戦車の履帯のピンを狙撃し戦車同士を激突させた（『軽火器×戦車砲』）。
  - 英軍機ハリアー（VSTOL機）に搭乗中、機を空中で静止させながらコックピットから身を乗り出して、敵機が発射したサイドワインダーをライフル銃で撃墜（『アルヘンチーノ・ティグレ』）。
  - 空母化を目論み、接続した推進機付き浮きドックを緻密に制御する事によって移動が可能になったメガフロートの制御パネルをヘリコプターから狙撃、予め解析していた破壊すれば暴走を引き起こす部分だけを撃ち抜いて制御不能に陥らせ破壊（『大地動く時』）。
  - スティンガー・ミサイルの弾頭部分のカメラを狙撃し、追跡能力を破壊（『スティンガー』）。
  - 超巨大砲の電子回路に跳弾射撃をして、エラーを発生させて破壊（『アム・シャラーの砲身』）。
  - ワインのボトル。ボトルの破壊が目的ではなく、ボトルを落下させ「澱」を舞い上げ、長期間ワインを飲めなくするのが目的。非致死性の軟質木材で作られた「特殊弾」を使用している(『神の滴』増刊・第55話)。
  - 原子炉のサージ管。高放射能の蒸気が充満しなおかつ目標物が見えない状態だったが、原子炉の設計図を完全に記憶して目標とする配管の破壊に成功。ホームラードングタイプの対戦車銃を使用(『2万5千年の荒野』)。
  - アイスホッケーのパック。「ホーランド＆ホーランド・水平2連銃」に「氷の弾丸」を使用(『氷上の砦』)。
  - 密輸防衛犬ピンキー。体色が「灰色」で迷彩効果も持つ防衛犬のピンキーは、遠方からは最も視認も狙撃も困難。そこでゴルゴは「蝶のフェロモン」を犬にかけ、黄色の蝶を大量に纏わり付かせ、犬を黄色に染め上げた状態で狙撃する（『蝶を撃つ！』増刊・第7話）。
  - 絵画「涙するイエス」を、「炭酸ガスレーザー」で「狙撃」(『涙するイエス』)。
  - 電車（弾性車輪の鋼製タイヤ）(『歪んだ車輪』)。
  - 五円玉。原子力施設の事故により多量の放射線を浴び、五円玉自体が放射性物質となっており、その事故の証拠品として保管されていた（『饒舌なコイン』）。
  - 液体窒素タンクのバルブ(『総統の揺りかご』増刊・57話)。
  - 「アンティークドール」（人形）の頭部に隠されたICチップ(『人形の家』)。
  - 「ゲートバルブのハンドル」。ブラインドプレートを外させておいて、遠方よりバルブのハンドルを狙撃(劇画で確認出来る着弾数は5発前後）噴出するLNGを引火させて爆発させる。(『凍った炎』)。
  - 「時限爆弾のバッテリー」。400mの高層から降下してくる高速エレベーターに仕掛けられたバッテリーの大きさは「煙草のケース」ほど。ゴルゴは勿論狙撃に成功して時限爆弾を解除する(『臆病者に死を』)。
  - その他に、処刑台のロープ、カバーのかかった人物絵の目の部分、F-1マシン、人間の体内に仕掛けられたプラスチック爆弾のリモコン、競走馬のハミの金具、疾走中の馬の注射の打たれた場所と同じ場所、過去の狙撃の再現、時速240kmで走行中の水素自動車の隠れて見えないシート下の配管、宇宙空間で接近できない人工衛星を狙撃など多数。

ゴルゴの対人狙撃は、ほとんどが頭部への狙撃、いわゆる「ヘッド・ショット」である。作中においてもゴルゴの狙撃と特徴とされ、ゴルゴを模倣した狙撃手がヘッド・ショットを敢えて多用した例もあった。ただし、1話『ビッグ・セイフ作戦』で英国諜報部が映した過去の仕事のフィルムでは、心臓への狙撃が特徴とされていた。

### 弱点
- 子供の足音や金属製オイルライター、ハンドバッグの開閉音（リボルバーの撃鉄を起こす音に似ている）にも敏感に反応し、警戒してしまう。そのため、その行動を周囲に怪しまれたり、逮捕されてしまうこともある（『マニトバ』など）。
- ゴルゴ自身の変装の技術は稚拙で、付け髭や眼鏡程度に留まり、変装しても見破られることがある（読者からは一目瞭然であり、作中の人物からも正体を感付かれることも少なくない）。故に最近の作品ではプロのメイクアップアーティストを雇い入れ、完璧とも言える変装を数度している（『ティモールの蹉跌』『リプレイ』など）。
  - 変装をしている際や身分を偽っている際は、それに応じた言語や知識などを問題なく披露できるが、鍛え上げた体型までは隠しようがないため、場合によっては「〇〇にしては体格が良すぎる」と怪しまれたり警戒されたりすることもある。
- 一般人として捕まり拷問されるも苦痛の声も上げないことから、逆に相手が「プロだ」、「こいつは、ゴルゴ13」と気づいてしまうことが多い。また、拷問や銃弾などで体に負った傷の跡を特に消そうとしないので、プールなど素肌を晒す場所では否応なく目立つこともある。上記の変装下手とも関連するが、ゴルゴ自身の性格と乖離した演技を伴うような潜入活動には不向きということになる。たとえば卑屈な小役人、饒舌な関西（に類するローカリティの）商人など。
- 基本的に撮影や記録は困難であるが、それでもゴルゴ13の写真や情報などは存在し、それらは裏社会のみならず表社会にも出回っているために居場所などが掴まれやすく、空港で待ち伏せされたり、尾行や監視をされることが多い。
- 上記の理由からたまたま見かけた情報屋などに「あいつは確か、ゴルゴ13…!!」などと感づかれたり、鋭い目つきなどのただならぬ雰囲気や存在感から、ゴルゴを知らない者や一般人にも「只者じゃない」などと怪しまれることも珍しくない。
- 突発的に右手が痺れて動かなくなる症状が発現することがある（『喪服の似合うとき』『キャサワリー』『再発ギラン・バレー症候群』など）。ギラン・バレー症候群と疑われたが、後に可能性・類似性は否定された。この際は銃はおろか、ペンや葉巻さえ持てないほどの症状を呈し、しばらくの間依頼を受けず、各地の別荘で治療のための休養をとっている。また、台湾の漢方医が特別に調合した薬を求めることもある（『戦域ミサイル防衛 TMD幻影』）。この症状の原因は不明だが、主に精神的なものによるのではないかと幾度か示唆されており、むしろゴルゴ13の過酷な状況下では数年を経ずして廃人となるのが普通であり、この程度の症状で済んでいるのが奇跡とのこと（『震える修験者」』）。ゴルゴ13は修験者の元に弟子入りし、自律神経をコントロールすることで症状を抑えようとしたが、修行途中でその修験者が殺されたため、完治しないまま中断を余儀なくされた。しかし修験者からは、必ず克服できるだろうと言われている（『震える修験者」』）。
- 背後に立たれることを極端に嫌い、立たれると反射的に殴り飛ばす癖は、自分の身の安全を守る武器になってきたとは推測されるものの、作中ではこの癖のために幾度と窮地に陥ることもある。例えば、背後に立った娼婦を殴ってしまったため警察に逮捕される（『ビッグ・セイフ作戦』）、警官が意図的に後ろから近づき、ゴルゴに殴らせて公務執行妨害と傷害罪の現行犯で逮捕する（『神に贈られし物』『ペルソナ・ノン・グラータ』など多数）。中には敵の2人組が「1度に2つの動作はできない」と、意図的に1人が背後に立って殴り飛ばされ、もう1人が銃口を向けるという戦法を用いたこともあった（『スキャンダルの未払い金』）。
- 依頼の遂行には手段を選ばず、結果として標的の関係者や、果てはその場にたまたま居合わせただけの第三者が巻き添えになろうとも依頼を遂行する。また偶然、ゴルゴと関わってしまった一般人も口封じのために殺害することがある。そのため、巻き添えによって肉体的や精神的、あるいは金銭的にダメージを受けた人間がゴルゴ13に恨みを抱くなどして報復行為に出ることもある（『喪服の似合うとき』、『ミステリーの女王・2』）。
  - 後述の通り、ゴルゴは無関係な人間を巻き込んだ場合に、可能であれば被害相応以上の弁済を行っているが、こうした事情も弁済の動機の一つと推察される。
  - 近年の作品では第三者が巻き添えになる描写は減り、また「偶然一般人がゴルゴに関わってしまった場合はまず警告し、相手が従えば危害は加えない」こともあり、ゴルゴも「弱点の改善」に努めている様子である。

### 限界
- ゴルゴが用いる武器の性能の限界は、自身の能力では到底補いきれない場合もある。一例としてゴルゴがライフル銃使用時に「レーザー兵器」を用いる相手と対峙した時は、狙撃が長距離であればあるほど発射から着弾までの到達時間、空気抵抗や重力に影響されるライフル銃には当然不利となり、相打ちとなった場合に銃弾が着弾する前にレーザーの直射を受けることになる。過去、レーザーを直視してしまい一時的に視力を失い、窮地に陥り療養を余儀なくされたことなどもあり、レーザー兵器の製造、拡散を企てる者には警告を含むペナルティを科し、その結果それらの行為に対する抑止力を与えている（『いにしえの法に拠りて』）。
- 特殊な訓練や技能、天賦の才能を以てしても、常人では身につかない能力を持っている人間相手の狙撃には失敗している（狙撃瞬間の思念を感知され狙撃対象を外す、遺伝子操作とドーピングによって心身共にパワーアップさせた兵士に銃撃方向を予測され避けられるなど、ゴルゴが一瞬驚愕するエピソードがある）。

ゴルゴが過去、インサイトの状態から狙いを外したエピソードは『バイオニックソルジャー』『リオの葬送』『アクシデンタル』『テレパス』の4つ。ただし『バイオニックソルジャー』『リオの葬送』については依頼自体は完遂。『アクシデンタル』は依頼人が信用できないとして中断。『テレパス』については依頼を果たせなかったとして報酬の返金を申し出、「自分の問題」として無報酬で依頼を続行（依頼人のCIAは、エスパーの調査不足を詫び、協力）。ゴルゴは、エスパーに感知されない「自己催眠」を短期間で習得し、再度の狙撃を遂行し成功した。
- 優れた知識や知能、そして情報屋など独自の情報網を有しているが、さすがに世界中全ての情報を網羅しているわけではないため、標的の情報が分からず時に危険を冒さねば標的を突き止められない場合もある（『チャイナ・タウン』『情報遊戯』など）。

### 使用言語
- 外国語の知識と造詣が非常に深く、現地の人間も違和感を持たない程のネイティブな発音・会話や読み書きが可能。
- 英語、日本語、ロシア語、フランス語、スペイン語、ポルトガル語、ドイツ語、アラビア語、トルコ語、ペルシア語、ヒンディー語、北京語、広東語、台湾語、イヌイット語、イタリア語、ヘブライ語、タガログ語、パシュトゥー語、ダリー語、ポーランド語、ハンガリー語、デンマーク語、モンゴル語、バスク語、インドネシア語など、確認できるだけで20ヶ国以上の言語に精通している（『300万通の絵葉書』中にある文章を20ヶ国語に翻訳したと思われる描写がある、『軍隊を持たぬ国』にある、ゴルゴ13の調査資料ではOECD加盟国すべての言語を母国語のように扱えるとの報告がある）。
- また、話している人の言葉にある特徴（デンマーク語の「声門閉鎖音」など）から、その者の母国語を探ることもできる（『情報遊戯』など）。「ある言語話者には○○と聞こえる言葉」から正しい意味を類推して行動することがある（『聖なる銀行』『極東の凶行』など）。
- 少数言語などは通訳を介すが、公用語である言語であれば理解できる描写がある（例：スリランカでの公用語であるシンハラ語もヒアリングは可能）。
- 複数の言語（日本語、英語、ロシア語、ドイツ語、ベトナム語など）による読唇術で相手の会話を読み取ることもできる。
- 考えごとをするとき日本語で考えている（日本語を書いている） シーンがある（直筆と思われる日本語のメモがある『死の翼ふれるべし』）。
- 多くの言語の読み書きができるのが裏目に出ることもあり、6ヶ国語で広告を出そうと原稿を持ち込んだ際、「え！ これお客さんが全部書いたんですかい！？ …いえ、筆跡が同じだったものでね。」と見抜かれたことがあった。それ自体はゴルゴが不利になることではなかったが、ゴルゴ本人も迂闊であったかのように半ば驚きの表情を見せた。

## 使用する銃器
基本的に拳銃以外の銃器は携行せず、狙撃に使用する小銃などは別の手段で目的地に運搬し、必要に応じて試射する。
連載開始直後の頃は、宝石箱、螺旋ネジ製作機械、碍子などの商品サンプルに偽装して銃を小包で送り、現地で組み立てることもあった（『ビッグ・セイフ作戦』など）が、輸送車が襲われ、銃が第三者に奪われるトラブルも発生している（『暗い街灯の下で』『黒白の演出』）。
輸送中の事故にて紛失した場合、現地の人間を雇って暫く監視を行い、それが第三者に回収されたと連絡を受けると消去のために動くこともある。

### 拳銃
主に携帯しているのはスミス&ウェッソン社製の短銃身タイプのリボルバー。
- 自動拳銃を使用している敵に、ジャムなどの動作上の問題が少ないためリボルバーのほうが信用できると発言（『キャサワリー』より）しており、信頼性の点でリボルバーが優れていると考えていることがわかる[27]。また、速射性の高さを考慮しているとも思われる（0.04秒に1発というゴルゴの超人的な早撃ちはリボルバーでないと銃の構造上不可能）。
- ただし、屋内での殺害などで必要がある場合は、サプレッサー（消音器）付きの自動拳銃を使用することがある（弾倉が剥き出しで発射ガスが直接外に出るリボルバーにはサプレッサーの効果がないが、古い作品ではリボルバーに巨大なサプレッサーを装着して消音している事がある）。
- 作中もっとも使用率が高いのがS&W M36チーフスペシャル2インチ、次いでS&W M10ミリタリー＆ポリス2インチ、S&W M19 2.5インチなどで、他にもコルト・ファイヤーアームズ社製のリボルバーを使用することがある。
- 近年の銃器の信頼性が向上したためなのか、装弾数の問題なのか、1990年代後半以降の話からは自動式(オートマチック)拳銃もよく使用するようになった(一例として第348話「鄧小平のXデー」では消音器(サイレンサー)を装着したワルサーPPK、第376話「ティモールの蹉跌」ではSIG SAUER P220、第399話「冥王の密約」ではワルサーP99、など)。
- ゴルゴが使用する自動式拳銃として近年特に登場回数が多いのはワルサーP99である。

### ライフル
主に使用するライフルは、狙撃用へとカスタマイズされたアサルトライフル「アーマライトM16」。この銃は軽量自動小銃としてデザインされ、他のアサルトライフルと比べて命中精度は優れているが、ボルトアクション方式の狙撃銃とは命中精度・有効射程・殺傷力の面で劣っているため、必要とあればボルトアクション方式の狙撃銃を使用し、アンシュッツ製や、ウルティマ・ラシオ、カルカノなどの使用歴がある。また特殊な狙撃銃としてソ連製のメドヴェージ三連銃（劇中のセリフによると9mm口径で、名前から3点バースト射撃が可能な模様）なる銃を用いたこともある（『マイアミの奇跡』）。その際の選択基準は、命中精度や信頼性を重視していることが窺える。射程は600〜1000m。なお、第100巻339話『傑作・アサルトライフル』以降は、M16の新型のアーマライトA2に切り替えている。
2023年11月に連載55周年を記念してゴルゴが使用していた初期型M16を再現した電動銃が企画され、それにともない同時期の話から再び初期型M16がゴルゴによって度々使用されるようになった。
何故1960年代に登場した（しかも狙撃銃ではなく）アサルトライフルであるアーマライトM16を今日に至る長期にわたって狙撃に愛用しているのかという理由は、作中でも軍事関係者や銃器設計者達の議論や詮索の対象となっている。またゴルゴが愛用しているという理由でM16が世界の銃器市場で過大評価されているとされており、その評判を失墜させてシェアを奪おうと欧州やロシアの武器製造・輸出関係者がゴルゴ打倒に挑んだことがある（『傑作・アサルトライフル』、『激突! AK-100 vs M-16』）
M16採用の理由として、作中のゴルゴは「自分一人しかいない軍隊」だからだと述べている（『激突! AK-100 vs M-16』）。要するに、M16の狙撃銃として至らぬ点は自身の腕で十分カバーができるため、それよりも不測の事態（狙撃現場を強襲された場合の迎撃のしやすさ、故障があった場合の予備部品の入手が比較的容易なことなど）の利便性を考慮しての選択である。
多数登場するM16の中には違う銃があることは作中で描写されている（別の職人・商人から調達。あるいは軍で使用しているM16をそのまま借用するなど）。実際、武器そのものに対する執着は特に見せてはおらず、必要とあれば廃棄することもいとわない（M16そのものに対するこだわりがあるわけでもなく、「M16は一般的な武器としては近い将来に淘汰される物」とも語っている）。また、幾多の狙撃を遂行しているが、現場に残った銃弾のライフリングによる同一銃による犯行の線は作中で1度しか描かれていない（『さらば愛銃』にて、ゴルゴが以前に『Dr.V・ワルター』で使用したものであると条痕から確定される銃が登場する）ため、依頼（あるいは場所）によって複数の同じ銃を使い分けている可能性もある。ただし新型のアーマライトA2については、作中で初めて使った際はスイスの銃職人・ベリンガーが8年の歳月を費やした特製品と描写されており、それ以降、それ以外の銃職人や商人からA2を調達した例は作中にはない。また、何らかの判断で通常よりも倍率の大きい超長距離狙撃用のスコープを用意したがトラブルで手元に届かなかったり（『禁忌のスコープ』）、ストック作りの名人がかつての職場を引退し、長年連れ添った妻が死亡して世間との接点が少なくなったのを見計らってストックを作るよう頼み、期待通りの品を入手したこともある（『STOCK』）。この他、必要と判断すればM203 グレネードランチャーも装着して使用する（『バイオニック・ソルジャー』、『世紀末ハリウッド』など）。一方で、標的を油断させた上で仕留めるための罠として、M16自体を暴発爆弾として使用したり（『独裁者の晩餐』）、問題を解決するために止む無くM16を用いた結果、破損して使い物にならなくなったこともある（『マンモスの牙』）。

### 大型銃
実在する対物ライフルは滅多に使用せず、敵が対物ライフルを所持していても自身は使わなかったほど（『新法王の条件』『スナイパーたち』）。数少ない使用例としては「ツルベロの14.5mm」（『顔の無い男』）だが、これは現地調達したものであり、あえてゴルゴが選んで事前調達したものではない。ただし依頼人から依頼内容を聞き、その上でゴルゴ自身が選んだものである。
架空の銃としては、デイブが製作した150ミリの装甲を貫く特製銃が、通常の対物ライフル並みかそれ以上のサイズである。この銃は戦車砲の滑腔砲とAPFSDS弾の原理を狙撃銃に応用した、デイブの完全オリジナル。
なお、対物ライフルは軍や警察も長距離狙撃に利用しているが、発射音や巻き上がる煙が凄まじいため、ゴルゴのように隠密性を重視する暗殺などの用途には向かず、銃自体も非常に大型で重量があるため、秘匿しての運搬が難しいことから限定的な利用にとどまっている。「ツルベロの14.5mm」の使用時は、砂漠の中であり、発射音を第三者に聞かれる可能性がまずない状況であった。デイブが製作した特製銃も、発射音が凄まじいことが作中で描写されている。
対物ライフルに準ずる大型銃として、ホームラードングタイプの対戦車銃（『2万5千年の荒野』)、象撃ちに用いられる大威力の猟銃（『陽気な狙撃者』）を使用したことがある。

### その他の武器
状況により各種銃器や野砲や無線爆弾などの陸上兵器にとどまらず、F15、F-104などの戦闘機や、回天などの潜航艇など、陸海空問わず武器を使用する場合がある。なお、ゴルゴは「銃とは自身の欲望や興味を満たすための物でなく、仕事を遂行するための道具」だと定義しており、不要になったら使い捨てにしたり、または敵の目を欺くため本来必要のない武器を余分に購入することもある（『ミステリーの女王・2』）。また、必要とあらば銃が手元にあってもあえて状況を乗り切るべくナイフを使ったり（『呪術の島』）、標的に人ごみに紛れて背後から接近して「死の宣告」をした上でナイフで背中を刺して殺害したこともある（『焼けただれた砂』）。さらには太極拳の使い手に成りすましていた時には素手で修羅場に挑んでいるが、最後には拳銃を用いたケースもある（『チャイナ・タウン』）。ゴルゴ自身の主体的選択でなく、依頼人の要望に基づき、火縄銃を狙撃に用いたこともある（『史上初の狙撃者　ザ・ファーストスナイパー』）。和弓、暗殺弓道鞍馬竹林流を会得している（『一射一生』）。

### 点検
使用する物は全て信頼性を重視しており、一例として『使用する弾丸は不発弾や精度不良を極力避けるために、100発中ランダムに抜いた80発を試射して全て異常なしなら残り20発を使用、1発でも不良なら100発全て破棄する』という手順を踏んでいる。こうすることで不発弾の発生を限りなくゼロに近づける（『アクシデンタル』）。
また、愛用銃をM16A1から改良型のA2ベースに切り換えたのも、アメリカ軍がA2を制式採用してから10年以上経って信頼性が十分実証された後のことであった（『傑作・アサルトライフル』）。最も信頼する職人・デイブについては例外であり、初体面・初依頼時にはヘンメリーワルサーカスタム（超ロングマグナムカスタム弾）を注文し改造させる際に、1発しか作製できなかった（『AT PIN-HOLE!』）。後に、特製銃の製作を依頼した時は弾丸は5発のみしか渡されなかったが許容している（『宴の終焉』）。
緊急時には、敵から奪った銃を点検せずに発砲することもある（『ゼロの反撃』、『マンモスの牙』など）。また、銃は敵地で調達したが、弾丸は前もって自前で用意した物を使ったケースもある（『人質 HOSTAGE』）。

## 仕事

### 内容
- 依頼内容の全て（動機、目的、ターゲット、効果など）を依頼人より語らせる。依頼人がその一部でも意図的に隠していると見るや即座に指摘し、全てを正直に打ち明けた上でなくては依頼を受諾しない。
  - ただし、ゴルゴも依頼された時点で依頼人の嘘や目的を必ず見抜けるわけではなく、依頼を受けてから嘘や本来の目的が発覚するパターンも多い。また、その嘘の結果で狙撃がキャンセルされることもあれば、ターゲットがその依頼内容と関係のない人物だったとしても殺すこともある。どちらにせよ、その後嘘をついた場合、または本来の目的を隠蔽した依頼人は『制裁』を受ける。（『海の鉱山』など多数）
  - 依頼人が誤解に基づきゴルゴに依頼をすることがある（『ラストジハード 最後の聖戦』など）。この場合は故意に騙す意図がなければルールに抵触せず、言われたまま忠実に遂行する。依頼が誤解に基づくものだとゴルゴが認識した場合、その仕事を中止する場合もある（『最終通貨の攻防』[37]）。
  - 依頼人が公私どちらの立場でもターゲットを殺害する理由があり、公の立場からの殺害目的だけを語ったが、依頼を受理して仕事を行ったこともある（『至近狙撃』）。ただしこの時は公としても依頼にウソが無かったことと、ゴルゴ側も事前に依頼人のことを調べており、依頼が私怨だけではないという依頼人側の心情を承知して面子を立てたと依頼人は推測した。
- CIAの調査では全世界で1秒に1件のペースでゴルゴへの依頼が行われているが、そのほとんどが受け付けられておらず、実際に行う仕事は年に100件ほどだという（『デリートG Gの消去』）。
- 自身も「フリーランスのスナイパー」と称してはいるものの、「狙撃」はあくまでも依頼を遂行するため（標的の抹殺、対象物の破壊など）の一手段でしかなく、依頼人から「狙撃・銃殺」「使用する武器」など明確な指定がない場合、目的を果たすならどのような手段も講じる。
  - 初期の作品においては狙撃以外の手段で任務を遂行する場合が多く（金庫室や刑務所に潜入して、至近距離で銃撃するなど）、事実上はオールマイティな殺し屋である。
- 標的は人でも物でも引き受ける。
- 狙撃とは標的を狙って撃つことだが、以下の仕事も引き受けている。
  - 依頼人の探している標的が誰かわからない時、複数人の中から1人を突き止め狙撃する（『レイプ数え唄』『顔のない逃亡者』など）。
  - 標的が真犯人か無実かを突き止めてから狙撃する（『ラスト・ループ』『十三人目の陪審員』など）。
  - 標的の依頼人に対する殺意を確認してから狙撃する。（『タミルの虎』）
  - 依頼内容が警察も含めた一味の全滅であったため、情報を流して自身と身代金をエサにし、重火器と戦闘車両による大掛かりなワンマンアーミー戦法で殲滅する手段を取った。(『ガリンペイロ』)
  - 事故死（または自然死）を装ってほしいと依頼された場合、標的に銃弾を一切当てないか、または銃以外の方法で殺害し、他殺の証拠を残さないよう細工することもある（『心臓の無い男』[38]『黄色い害虫』など）。
  - 敵が数十人単位で大勢いる場所（軍事基地、テロリストのアジトなど）であれ、ゴルゴ1人で突入して、大勢を射殺する。（『餓狼おどる海』など多数）
  - 特定の条件を満たす人物が現れた時にそれを始末する。
- ボディーガード任務の依頼は基本的に引き受けない。一度だけ、五島秀之なる人物の護衛を行ったことがあるが、この人物はゴルゴの実父の可能性が指摘されている（『蒼狼漂う果て』）。
  - ただし、「○○の命を狙う襲撃者の排除」といった形に言い換えることで、実質的なボディーガードの役割を果たすこともあるが、その場合も請け負うのはあくまで「襲撃者の排除」であり、「〇〇の命を守る」のは任務の範囲外とされる（『円卓の騎士団』ではターゲットの排除によって結果的に依頼人の命を守ったが、『見えない軍隊』では依頼人が狙撃されてしまい、守りきれなかった）。「襲撃者が〇〇を殺害する前に排除する」と条件を付ければ任務に含まれる可能性もあるが、これまでそうしたケースはない。
  - ボディーガードを断られた依頼人が、「襲ってくる人間とそれを命令した者の排除」と依頼内容を換えた例もある。ただし、この依頼は実質的なボディーガードの性格が強く、ゴルゴは依頼人の側におりゴルゴの攻撃手段や行動パターンを知ってしまうことになるため、報酬として依頼人の命を求めた（『世紀末・ハリウッド』）。
  - また、依頼された標的が特定の人物の殺害を企てていた場合に、依頼遂行の目的としてその人物のボディーガードを引き受けたことがある（ボディーガードを受けた人物は、自身のボディーガードがゴルゴ13であることを知らない）。
  - 人間ではないが「ピンタゾウガメの殺害阻止」という依頼を受けたことがある（『ロンサム・ジョージ』）。
- 依頼内容はかなり奇妙な内容であっても、理由が依頼人の心情にかなったものであれば希望通りに遂行してもらえる。「標的に恐怖を味わわせてほしい」「事故に見せかけてほしい」「……のタイミングにあわせて」「標的以外に死傷者が出ないように」「死体の判別ができないよう標的を始末してほしい」「犯人が…だと思わせて」などの多様なリクエストに完璧に応えており、顧客満足度は非常に高い。
  - わざと「下手」に数発撃ち損じてから狙撃することで、ターゲットに怒りを持つ市民の仕業と見せかけることを依頼され、依頼人よりゴルゴの信用が落ちるのを心配されたこともあるが、ゴルゴは「仕事を評価できるのは依頼者だけだ」として、その依頼を受けている（『森と湖の国の銃』）。なおこの時は依頼人が使用してほしい銃を指定したことでゴルゴがクセを掴むために練習をしていた姿を目撃されていたが、逆にゴルゴのスナイパーとしての腕前の評判から、「ゴルゴだったら一発で仕留めている」「銃にこだわるゴルゴが練習などするはずがない」とされ、依頼人の望み通り市民による犯行と判断された。
- ゴルゴの本業である狙撃については、「できれば○○もやってほしい」という曖昧な言い方では受け付けない。そして、明確な依頼として引き受けた以上は必ず完遂する（『直線と曲線の荒野』）。
  - ただし、依頼内容が明確でない時に独自で解釈したことはある。『ルート95』では、「他の組織に左利きのジョーの腕を取られたくはない、始末してくれ」という依頼を「命を取れとの言葉はなかった」と自分で解釈し、左腕を撃つだけで済ませたことがある。『ザ・スーパースター』では瀕死の少年が偶然耳にした暗殺の対象を「助けて」と懇願しつつこと切れた後に「対象を狙撃しようとする人間を始末する」という形で依頼を果たした。
  - また依頼人の言葉は厳格に解釈する。意図的に捻じ曲げて依頼人の不利益になる真似はしないが、結果的に想定外の事態となることはある。『パンドラの甕』では依頼が「酵母を悪用する人間の消去」であったので、酒を造るために研究していた人間には危害を加えず、依頼人がそれを確認するまで「狙撃の失敗」と誤解した。場合によっては狙撃の難易度が飛躍的に上昇しても依頼を果たすにあたって不要ならば無用な殺生はしない。『ダーティウイング』では依頼が「鳩レースの優勝を阻止する」だったので、故意に鳩ではなく到着を証明する足のリングだけを撃ち落としている。
- 任務によっては、敵地を模したセットを作らせ、狙撃や侵入のリハーサルをすることもある（『狙撃のGT』『崩壊 第四帝国 狼の巣』『キメラの動力』）。
- 上述の通りゴルゴの本領である狙撃については曖昧な依頼は受け付けないが、それ以外の本来のゴルゴの仕事の範疇外においては、曖昧な依頼を受けることもある。その場合はゴルゴの側でも確約はせず、完遂できなかったケースもある。
  - 「ステルス機F-19の設計者の抹殺。敵基地からの脱出の手段として機体の奪取、不可能なら破壊」という依頼を受け、アクシデントにより奪取に失敗し破壊したことがある。ただしこの時は設計者の抹殺に関しては成功させ、別の解決策を行い脱出している（『見えない翼』）。
  - ダライ・ラマ14世からの「あなたの前に迷える人間が現れるので、願わくば救ってほしい」という依頼（というより正規の依頼に付随しての単なるお願い）があり、それに応じる旨の回答はしなかった。ただし追っ手の燐隊長を倒すという形で、結果として依頼をゴルゴなりの解釈をしたととれる実行をした（『白龍昇り立つ』）。
  - また「ギラン・バレー症候群」らしき症状が現れた際にちょうど依頼があった場合には、ゴルゴにしては珍しく依頼そのものに対して受けることを確約しなかった。この時は長距離狙撃ではなく拳銃での至近距離で暗殺しており、依頼を遂行した。（『戦域ミサイル防衛　TMD幻影』）
- 依頼人を国籍、人種、宗教、職業、思想、性別、年齢、イデオロギー、善悪（読者が見て悪人が善人を殺す依頼も可）などで差別することはなく、依頼がゴルゴのルールに反しなければ、動機がどんなに私的で身勝手なもの（「個人的な復讐」「私腹を肥やすため」「政治的な理由」「組織間の抗争」「依頼人自身を狙撃させる、拡大自殺」など）でも引き受ける。
  - 依頼の内容に問題があると判断すれば断ることがある（『沸騰・第四帝国』ではユダヤ人のナチス残党に対する報復は「復讐は自分自身の手でやるべき」として依頼を受けようとはしなかった。しかしユダヤ・ナチスそれぞれに属する依頼人の依頼を受けているエピソードも複数あり、前述の言葉はナチ・ハンターの国際組織に向けてのものであった。また、この組織自体がゴルゴに相当な不信感を抱いていたため、他のルールに抵触していた可能性がある）。
    - 『錆びた黄金』ではアメリカ副大統領を暗殺し、南アフリカ共和国の財政の立て直しを目論むも、ゴルゴは「南アを救うどころか、危機に陥れようとしている」として依頼を断った。

  - 建前とは別の目的がある場合に真の目的を隠蔽していても、建前も嘘でないならば隠蔽の理由によっては見逃されることがある（『至近狙撃』）。
  - 依頼の達成のため、依頼の段階でゴルゴに嘘をつく必要があった場合も、ゴルゴへの裏切りの意図がなければ見逃される場合もある（『ワシントン・秘密工作　大統領はお元気？』）。
- 期日を特定しない、将来起こりえる事柄に対応した依頼についてはルールが定まっておらず、「その時まで自分が生きている保証がない」として断ったケース、「死に金になってもよい」という言質を得て承諾したケースがある。承諾した場合はどれだけ時が経っても依頼人が想定したできごとが起きれば即時に対応する。
- 「標的が『依頼人の殺害をゴルゴに依頼する』が実行の条件」の依頼もあった（『フトゥーロ・デ・ボリビア』）。このときの標的は別の相手の狙撃もゴルゴに依頼し、ゴルゴは「標的（最初の依頼）」と「標的からの狙撃依頼の対象」の両者を狙撃・殺害している。
- 依頼内容がゴルゴ自身の命を他人に全面的に委ねるような物である場合は、基本的には拒否するが、依頼人が自分の命を担保にする（ゴルゴが命を失った時は依頼人も道連れになる）という条件をつけて引き受けることもある（『イリスク浮上せよ』）。
- 依頼人の復讐のため、自ら標的を殺害しようとした際、失敗したら次にゴルゴに標的を殺害するよう依頼されたこともあったが、このときは依頼人自身の手による殺害に成功したため、遂行しなかった（『シシリー島の墓標』）。

### 依頼人との関係
- 依頼人に会う前に、依頼人について情報収集を必ず行う。また狙撃対象の情報収集（背後関係、習慣、癖、嗜好）も行う。
- 仕事の後で依頼人と再び会わない。ただし、後述の裏切りの疑いがあった場合や新たな依頼を受けた場合、その他別件でなど、例外はある。
- 依頼人の嘘や隠しごとや裏切りは絶対に許さない。下記の制裁の項目を参照。
  - そのような場合、既に受けていたが実行していない依頼をどうするかはゴルゴ次第であり、基本的に依頼内容に嘘や隠しごとがあった場合は実行しない（『配役〈キャスティング〉』『感謝の印』など）。
  - 一方で依頼内容ではなく動機についての嘘や情報を漏らした場合は依頼人を制裁しつつも依頼は実行することもある（『ビリニュスの光と影』『死への階（きざはし）』）。
- 依頼人の余計な質問も認めない。迂闊な質問をすると「知りたい、と言うのか？」などとこれ以上の質問は命と引き換えになることを暗に示して警告する場合が多い。また過去にゴルゴに夫を射殺された妻が依頼人になった時、夫のことを問うたところ「それが要件なら警察に行け」と背を向けた（『カオスの帝国』）。
- 依頼された仕事はほぼ確実に果たすが、依頼された標的の狙撃（または殺害）に成功したとしても、必ずしも依頼人の意図した方向に動くとは限らない。
  - ゴルゴの「仕事の結果」が依頼人の意図しない方向に動き、本来の目的が達成できなくなったとしてもその責任は取らない（『G線上の狙撃』『ラストジハード 最後の聖戦』『1億人の蠢き』など）。事前にその可能性について触れることも触れないこともある。
  - 上記とは逆に、依頼内容に入っていなくとも依頼人にとって「最善の結果」となるように依頼を遂行することもある。『スタインベック3世』では狙撃を依頼された標的が「隠れ蓑」だと判断して狙撃せず、組織の真のボスを狙撃した。『誰がそれを成し得たのか』では行きずりで土石流から村を救う無報酬の依頼だったが、被害が最小になるタイミングを狙って狙撃している。
  - 一方で依頼人の真意や心情にそぐわないのが明白であっても依頼を字句通り遂行する時もある（『シンプソン走路』『タミルの虎』『燃える氷塊』など）。
  - まれにゴルゴの方から助言を与え、依頼人にとってよりよい結果になるように標的を変更させることもある（『ホワイトハッカー』）。
- 依頼の秘密は厳守で、第三者への漏洩を許さない。
  - 狙撃の腕と共にこの秘密厳守もゴルゴの評判のひとつであり、依頼内容そのものの難易度が低くても、秘密の漏洩を防ぐためにあえてゴルゴに依頼するケースも少なくない。
  - 依頼人に対してもゴルゴのルールに則り、依頼内容の秘密厳守を課す。ゴルゴが依頼を断った場合でも同様で、これが破られた場合、後述の裏切り行為と見なされる。ただし、依頼そのものの条件によっては、一定の情報を外部や標的に教えることを許可する場合もある（『銃殺人ひとり』『カオスの帝国』）。
  - 依頼は基本的にほぼ単独で遂行し、パートナーなどは全て断る。ただし、依頼の内容によっては（全てゴルゴの指示の下で）、依頼人やその他に雇った第三者に協力を頼む場合がある。その道に長けた専門家（ハッカー、インストラクター、メークアップアーティストなど）の指導や協力を仰ぐ場面も多い。
    - 依頼遂行後に命を絶つという約束でゴルゴの仕事のバックアップを許可する場合がある。
    - 依頼人側からの申し入れによるパートナーの同行は原則として拒否するが、ゴルゴの必要とする技能や条件と一致すれば、性格に難点があっても同行を許可する（『ペガサス計画』など）。
    - 依頼の遂行に直接関わらないものの、依頼内容によって情報提供者や連絡員などバックアップ要員が依頼人から提示される場合がある。

  - 油断したのか、敵対者の目の前で依頼人に電話をかけ、依頼人の名前と目的を口にしたことがある（『ティモールの蹉跌』）。しかもその敵対者を殺害することなく解放した（後に彼はゴルゴの攻撃により死亡するが、それは彼を殺害するためのものではなく、別の場所への攻撃の結果としての巻き添えに過ぎない）。
  - 『静かなる記念日』では死亡した依頼人の母親が依頼内容を旅行者に語っている。『略奪の森林』では「殺された兄の復讐」を依頼した妹が死んだと思い込んでいた兄と再会しゴルゴへの依頼を伝えている。兄はゴルゴに対面して依頼人の兄であることを明かしたところ、ゴルゴは「兄貴は死んだとしか聞いていない」と答えて殺害したが依頼人は放置している。
- 依頼の二重受けはしない。
  - 依頼人「A」からある人物「X」を始末するよう依頼されたあと、別の人物「B」から同じターゲット「X」を始末するといった依頼は引き受けない。（『アクロバティックス』など）
  - もし、依頼があった場合は、2人目以降の依頼人については断る（別の者から依頼があったことを匂わせる場合と、頑に秘密にする場合がある）。また依頼を断りつつ「お前の願いはかなうだろう」と伝えてターゲットをこれから始末する事を暗に示す場合もある。
  - また、複数の標的の狙撃を依頼された際に、その1つに先約があった場合、2人目の依頼人からは先約のない標的の狙撃だけを受けたことがある（『13階段の狙撃』）。ただし、1人目からの依頼を遂行する目的で、2人目の依頼を無償で引き受けることもある（2人目を実質的協力者として、1人目の依頼を完遂する）。
  - また、依頼の時点で（依頼人の知らない所で）既にターゲットをゴルゴが殺していた場合、依頼は受け付けないが、相手がすでに死んでいることを伝える場合と伝えない場合がある。
  - ターゲットがゴルゴの制裁の対象だった場合も依頼は受け付けず、仕事ではなく制裁として殺害する。ターゲットが制裁の対象かどうかが明確でなかった場合は確認するまで依頼を保留することもある（『ビッグ・データ』）。
- 依頼人がゴルゴ以外の殺し屋に同じ対象の殺害を二重に依頼していた場合、そちらをキャンセルせねばゴルゴは依頼を受けない。二重依頼を黙っていた場合は裏切りと見なされる。なおゴルゴが二重依頼を疑い、依頼人に確認したことはある（『情報遊戯』など）が、実際に二重依頼で制裁された依頼人はいない。
- また、2人の依頼人の違う依頼内容に対し、それぞれから報酬を受け取って引き受け、結果として1発の狙撃で応じたことはある（『ラスト・ゴーギャン』『スワップ - 捕虜交換』）。
- 先に受けた依頼をまだ実行していない場合、その依頼人の意図や利益に反する依頼は引き受けない（『未病』）。ただし、依頼を既に完遂していた場合は、元依頼人の殺害を含めて一切関係なくなる。
- ターゲットがゴルゴへの依頼以前に死亡していた場合には、金銭を必要経費を差し引いた上で返還する。他の殺人者・狙撃者に先を越された場合は全額返還する。依頼後にターゲットが事故死した場合も返金するが、必要経費を差し引いているかどうかは不明。依頼人が死去した場合も、遺族に対して代理人を介して理由を告げずに返金を行う。
- 偽者、もしくはたとえ変装後の姿であったとしても依頼人が容姿が自分に類似した人間を用意することを許さず、用意した場合は即刻偽者を殺害する。ただし、変装する相手の姿が既に死んでいる者の場合や、全くの偶然で似ていた場合（例：『間違えられた男』のトニー・トウゴウ）にはその限りではない。
- ゴルゴが依頼を承諾した場合、「わかった…やってみよう…」のような曖昧な返事が多いため、それが原因で彼の評判に疎い依頼人やその関係者とトラブルになることもある（『蝶を射つ!!』など）。
  - また「○○日後までに」「○○日以内に」始末してほしいとの依頼があった際にも、相手の行動パターン把握や狙撃チャンスを狙う目的があったり、ターゲット側による妨害のせいもあるが期日ギリギリになっての執行も多く、依頼人が不安になったり「金を持ち逃げした」と憤る場面も見られる（『ハワード・ヒューズ氏の息子』など）。また『西経一七五度』ではトリックの結果、期日を過ぎたターゲットが日付変更線を越えて来たので期日内に殺害に成功した、というケースもある。
- 契約に含まれていなくとも危機にある依頼人を助けることがある（『ファイル消失』『シベリアの汽笛』など）。『カタールの剣』では依頼人が襲撃されるのを予測して守っている。ただし、依頼人が最初から死を覚悟して、違法行為に手を染めていた場合はそのまま放置する場合もある（『黒い肌の狙撃者』など）。

### コンタクト
ゴルゴへの連絡ルートは、手紙を出す、カジノに行く、無線を使うなど複数ある。いずれにしても依頼人とゴルゴの間に何らかの中継者（仲介役）がいることが共通しており、基本的に依頼人からゴルゴへ直接の連絡はできない。
主な連絡ルート
- マーカス・モンゴメリーに手紙を出す（『棺に誓いを』『マークのリクエスト』など）
  - ジョージア州アトランタにあるアメリカ連邦刑務所に服役している終身犯マーカス・モンゴメリー（囚人番号69304）に手紙を送る（文面に決まった様式はなく、ごく短い挨拶文程度でも構わない）。
  - 彼が手紙を受け取ると、ラジオの宗教番組（NBCの『夕べの祈り』とCBSの『宗教の時間』）に『賛美歌13番』をリクエストする。
  - 賛美歌13番が流されるとニューヨーク・タイムズ紙に「13年式G型（またはG13型）トラクター売りたし」という広告と連絡先が掲載されるので、そこに連絡する。
  - 『賛美歌13番』の放送キャンセルが伝えられると、依頼のキャンセルとみなされる。

- ゴルゴの仲介者（店主）が働く古書店で「ラテン語で書かれた聖書がないか」を店主に尋ねる（『双龍狙撃司令』）。
  - 聖書から「ヨハネの黙示録」の13ページが欠けているので取り寄せてほしいと依頼する。
  - 店主が客（依頼人）の連絡先を尋ねられるので、あとはゴルゴからの連絡を待つ。

- イギリス・ペンザンスに住む闘病中の少年ウィリアム・パートリッジ[39]に見舞いの絵葉書を送り、報酬額を何気ない文面に紛れ込ませる（アフリカ象が「25万頭」など）。
  - 絵葉書は近所に住む仲介者の老人がアメリカへ転送し、受け取った秘書がゴルゴに連絡する。
  - エピソード内でゴルゴの介入を嫌ったコンゴの政府関係者の工作により無関係な絵葉書が大量に届くようになったため、イギリスの郵便局が「この家は数年前から空き家で病気の少年など住んでいないので、もう絵葉書は送らないで欲しい」と発表したため潰されてしまった（『300万通の絵葉書』）。

- 2000年代以降に発表されたエピソードではインターネットの普及に伴い、メールによる連絡も受けている（『生存確率0.13%』『バイルス・チェイス』など）。

仲介者について
ゴルゴと依頼人との間にある仲介者は2通り存在する。
- 1つは先述のマーカス・モンゴメリーのような連絡ルートの仲介者であり、こちらはただ単に依頼の中身を見ずに「依頼が入っている」とゴルゴに知らせるだけの存在。

- もう1つは連絡ルートを知っていて、ゴルゴへの依頼を行おうとする者に対してそれを手伝う者で、政財界や当局の要人、あるいは暗黒街の顔役など様々。
- 前者の側の人間には、ゴルゴは手厚い報酬を用意しているようであり、ある連絡ルートが破壊されてしまった時、もうそのルートは使わないにもかかわらず、「死ぬまで給料を支払う」とまで言い（『300万通の絵葉書』）、そのルートに関わっている全ての人々の面倒も見ている（『東ドイツの残骸』）。
- その一方、後者については依頼人や依頼内容との接点が大きいためか、依頼人を殺す程のトラブルが発生した場合、依頼の仲介者も同様、口封じのために殺される（『錆びた黄金』）。また仲介者も何らかの思惑があって依頼人にゴルゴを紹介することがあるが、その理由に正当性があれば制裁はされない（『イタリアン・コネクション』）。

ゴルゴとの面談
- ゴルゴは依頼を引き受ける際、最終的に必ず依頼人と直接会って面談を行う。代理人の依頼は原則として認めない。
  - 依頼人が本人でない場合、顔や素性を隠している場合、無線や電話などで本人と確認できない場合は断る。
  - 例外として、依頼人の死後の遺言、緊急を要する無線連絡、過去に依頼を受けたことがある人物からの連絡などの際は本人でなくとも受ける場合がある。
  - 依頼人が心臓病を抱えていたことから万一の場合には、本人署名持参の代理人が来るのを事前に認めたことがある（『依頼保留』）。
    - 依頼人が面談の際に「金を払うのだから言われた通りにしろ」などと尊大な態度を取った場合、「依頼人になる資格がない」といった趣旨の台詞で依頼を断る（『110度の狙点』『錆びた黄金』）。また、用心のため依頼人との接触場所を当初伝えた場所からさらに子供や浮浪者、近くの電話などで変更を伝え、頻繁に場所を変えさせることもある（『守宮の盗聴』など）。
    - 一方、依頼人が重病などを患い外出が難しい場合は、ゴルゴ側が依頼人の元に出向いているシーンもよく見られるが、どのようにして依頼人の病状などを知ったのかは描写されていない（『二十年目の毒』など）。
    - 依頼人が面談の際に薬物による症状で異常が見られていたとしても、ゴルゴが聞く限りターゲットや狙撃の理由など依頼内容に問題がなければ、そのまま（依頼人が実際に想定していた内容とは異なっていたとしても）引き受ける（『大麻ビジネス』）。

緊急時・非正規の依頼方法
ゴルゴが定めた連絡ルート以外での連絡方法。基本的にはルール違反だが、そのほとんどが依頼人や伝達者にとって重要で急ぎの依頼であるため、忠告だけに留められる。 
- 正規の連絡網が途絶した際にCIAが行った方法として「13スターズ作戦」がある。「静止軌道衛星を「13」のパーツに分離させ、大気圏で燃える」様子を全世界のニュースで放送してコンタクトを取る。無論これは他に代える方法がない場合の、特殊な一度限りの方法である（『バイルス・チェイス』）。

- 現地のラジオやテレビで『13』に関連した偽のニュースを流す（例「賛美歌13番を声唱中に教会の壁が壊れた」）、即興で作った第三者には意味不明だがゴルゴには切実な依頼だと伝わるようなメッセージ（「13人の犠牲者に告げたい…」）を流す（『依頼保留』）、あるいは前述の連絡方法の逆に依頼人側が「G型トラクター」に関する広告を出すなどもある。また、ゴルゴの連絡方法を自力で探し、直接連絡を取るものもいた（『ヘッドハンター』）。
- ゴルゴが依頼人の近辺にいることが判っている場合に限り、出入国管理やホテルなど、ゴルゴが痕跡を残しそうな場所をしらみ潰しに嗅ぎ回ると、それを察知したゴルゴから逆に接触してくることがある。依頼そのものに正当性があれば制裁はされない（『シーザーの眼』）。

- 過去に命を救ってくれた恩人に対しては、ゴルゴ本人が紙片を渡すなどして連絡先を教えているが、どういう連絡手段かは不明（『冥王の密約』『パッチワークの蜜蜂たち』）。
- ハム（アマチュア無線）でのコールサイン（『シビリアン・コントロール』）
- ゴルゴの射撃の腕を見て、偶然に居合わせた者が優秀な狙撃者だと判断し、直接依頼することもある。（『2万5千年の荒野』『銃殺人ひとり』『飢餓共和国』）
- 衛星電話。「これで助けを呼ぶがいい」と渡した（『ゴルゴダの少女』）

### 報酬
報酬は必ず前もって決定し、成功報酬などの分割や追加謝礼は基本的に認めない。入金が確認され次第任務を開始する。
- 金額は連載初期は平均20万ドル程度だったが、その額は特に決まっておらず、ゴルゴから金額を指定することは少ない。また近年では通貨価値の変化からか金額は上昇傾向にあり、2010年の作品では100万ドルが相場とされているほか（『標的は陽気な悪魔』）、500万ドルを依頼人が用意するケースも出て来ている（『軍隊を持たぬ国』『黒白の演出』）。
  - テレビアニメ版ではおおむね300万ドル（約3億円）が相場となっている。
- 金額はほとんど依頼人が切り出す。
- 報酬は基本的には金銭（主に米ドル）であるが、米ドル以外の通貨も受け付ける。事情によっては金銭以外でも引き受ける。（『ガリンペイロ』など）
- 依頼人の用意した報酬が強盗（その他非合法な手段）を働いて集めた「汚い金」であっても、依頼内容そのものがゴルゴの提示するルールに則っていると認められれば引き受ける（『黒い肌の狙撃者』『ロベン監獄島』など）
- 事前の面会と支払いが原則だが、進行中の状況によってはその場で依頼を受けることもある。
- 大抵は依頼人の提示した依頼料で引き受けるが、依頼人が明確に提示しなかった場合は、自分から提示したり、平均依頼料の倍額を吹っかけることもある。（『シーザーの眼』）
  - ゴルゴが金額を提示した例として、スイス銀行に5万ドルを振り込むよう要求したことがある。（『血統の掟』）
- 依頼遂行上で偶発・必然を問わず別途の費用が生じた場合、依頼金額以上でもゴルゴが負担し、依頼人には請求しない。
- 依頼人自身に何らかの費用が発生する場合は、依頼人に協力を求めるという形で、費用を渡さない場合もある。
- 依頼を受けてから遂行する前に、ターゲットが自分以外の者によって始末されてしまった場合など、遂行できなければ報酬は依頼人に全額返却する。また依頼時に既にターゲットが存在しなかった場合は、必要経費を差し引いて返却する。（『遡行 GO UP』）
  - 『テレパス』では狙撃の失敗を伝え、契約の延長を求められたものの、依頼人に報酬を返却。自分の問題として無報酬で再度の狙撃を遂行した。
- 依頼人からの送金分に当初の契約にはない報酬以上の口止め料が入っていた場合、その分は返金する。（『ゲノム・フロンティア』）
- 基本的に報酬以外の金銭のやり取りはしないが、何者かによって自身に対し何かしらの迷惑を被ったら、その関係者から迷惑料として報酬とは別の金銭を受けた場合、受け取る。（『システムダウン』）
- 例外として信頼の置ける依頼人が事前に報酬を支払えない状況にある場合、事後に支払われたケースがある（『ジェットストリーム』『ヒューム卿最後の事件』など）。また相場の倍額提示、かつゴルゴにとって易しい依頼内容（ゴルゴの口の固さだけが依頼理由）の場合に、事後支払いを承諾したケースがある（『300万通の絵葉書』）。
- 平均依頼料よりも明らかに低額であっても、依頼人が事情を話して誠意を見せることで引き受けることもある。（『飢餓共和国』）
- 猛烈な速度でインフレの進む通貨（1300京ジンバブエ・ドル[42]）での支払いを希望した依頼人に対し、支払後もジンバブエ・ドルの価値が下落し続けるのが明白であったにもかかわらず、「受取後の価値の下落は俺の側の問題だ」と語って依頼を引き受けたことがある（『標的は陽気な悪魔』）。
- 現時点での最高報酬額はイギリス海軍省が依頼したもので時価1億ドル（『アルヘンチーノ・ティグレ（アルゼンチンの虎）』 ）。提示されただけの場合では10億ドルがあるが既に別件で仕事を受けていたため、引き受けなかった（『ヴィレッジ・ジャック』）。

### 報酬の例
通常の報酬
- スイスナショナル銀行のほかいくつかのスイスにある銀行口座への送金
- 現金

例外的報酬
- 宝石、権利書などの物品
- 株券（『突然死の予兆』）
- 銀行口座の預金を譲渡（『鬼畜の宴』）
- 犯罪容疑の除去
- 依頼人の命

依頼人の命を賭した依頼についてはそれも「依頼料」の一部として加味して、低額の報酬で引き受けることがある。（『ガリンペイロ』『静かなる記念日』など）
たまたま出会った相手がゴルゴの眼前で致命傷を受け、手持ちの僅かな金による依頼をした場合はそれを引き受けた（『ザ・スーパースター』『ドローン革命』）。
また、依頼人の命だけを報酬に依頼に応じたことがあるが、依頼を受けたのが死後のことであり、物理的に依頼が断れない形だったので、他のケースで命のみを報酬に依頼に応じるかは不明（『黒い通信』）。
「○○を狙う者の排除（ボディガード依頼の変形）」を依頼され、ゴルゴの攻撃手段などを詳しく知ってしまう場合に要求（『世紀末ハリウッド』）。ただし、依頼人が致命傷を負って死亡したため、ゴルゴ自身は手を下さなかった。
- 依頼人の保険金（『ヒューム卿最後の事件』）
- 目撃者の命

ゴルゴの狙撃を目撃した者の命を、報酬の一部としたもの（『2万5千年の荒野』、『シャーロッキアン』）。今のところは、依頼人と同一人物であるケースのみ。
無報酬での請負
- 過去に負傷した際に自身を助けてくれた軍医、アーノルド・ノイマンに対しては、その後ノイマンの身に危機が訪れるという情報が入った時は速やかに暗殺者を排除し、またノイマンの死後15年が経過し妻から相談された時にも、その件を他のどの依頼よりも最優先とし、また無償で引き受けた（『冥王の密約』『パッチワークの蜜蜂たち』）。
- 過去に命を救ってくれたインディアンの酋長オールド・クラウドの条件付の依頼を、条件に最大限配慮しつつ遂行した（『甦るスタンディング・ベア』）。
- 偶発的に事件や災害、事故に巻き込まれ、無償で依頼を引き受けるもの。ただし相手がゴルゴのことを知らず、またゴルゴの側にも（任務遂行の途上、あるいは逃走中、放置すれば自分の命に関わるなど）事情がある場合に限られる（『高度7000メートル』『誰がそれを成し得たのか』など）。

不明のもの
- シャトー・ラ・ミッション当主のジャン・エミールの依頼をその父であるモンフェラン・エミールと話がついているとして、ジャンに対しては無報酬で依頼を受けたことがある。話をつけたモンフェランは報酬を支払っているのかどうかは全く不明（『神の滴』）。

### キャンセル
- 依頼の中止を行えるのは依頼人のみ。そのため、依頼人が死亡した場合、依頼の中止は不可能になる。
  - 依頼人以外にはどれだけ金を積んでもキャンセルできないことは裏世界で周知の事実となっており、ゴルゴを買収しようとする標的はほとんどいない。
- 依頼人の事情でゴルゴの狙撃を阻止しようとした場合も、中止要請がない限りそれを排除し、依頼を遂行する。ゴルゴはこれを「ストッペイジ・オーダー」（中止指令）と呼んでいた（『110度の狙点』）。
- 請け負った依頼は正当な理由があればキャンセルできるが、過去において「キャンセルできない」と思われていたこともある。ただし、「依頼内容の目的達成」に必要と判断すれば、「不明であった標的」が依頼人の望まない相手と発覚した場合でも躊躇わずに狙撃する。
- ゴルゴに狙撃を依頼した人間が標的の人間に変装して、結果として自殺を図ったケースもある。最初ゴルゴは変装を暴き立てて狙撃を拒否する意志を示したが、自殺が依頼人の望みだと（読唇術で）理解した後は依頼人を殺している（『疫病神の道標』）。ゴルゴは命を賭した依頼には格安、あるいは命そのものを報酬に依頼に応じることがあり、このような「依頼内容の変更」が他のケースでも通用するかは現時点では不明。
- 依頼人が複数人の場合は、全員の同意が必要になる（『獣の爪を折れ』）

### 依頼人への終了連絡
依頼人へ任務の終了を連絡することがあまりないため、依頼人自身がゴルゴと立ち会わない限り結果を知ることはできないが、ゴルゴの起こした事件がしばしばニュースとして報道されることもあるため、報道で結果を知ることもある。
依頼の遂行と同時に、依頼人とは一切無関係となる。ただし、何らかの事情で任務を遂行する必要がなくなった場合（上記にあるゴルゴの実行前に第三者がターゲットを殺害した場合など）や標的の正体が間違っていたり、標的の行為などに依頼人が思い違いをしていた場合は、任務終了後に電話連絡したり、または自ら赴いて報酬を返却すると同時に報告を行うこともある（『ロックフォードの野望』など）。
なお、任務遂行の報告を依頼人に行い、あえてルールを破っての気遣いをしたことを依頼人に感謝されたことが一度だけある。この時は任務達成時の「ボーナス」として、依頼人（女性）から自分の身体を提示されており、ゴルゴはそれを断っており、あえてルール破りを行ったのはそのことと関係があると思われる（『オクトパスの疑似餌』）。

### 巻き込んだ人への対応
- ゴルゴの任務の性質上、依頼された標的が1人～数人のみであるにもかかわらず、どうしても無関係な人間（依頼人にとって対象外の人間、ゴルゴに敵対する意志のない人間、標的の乗る自動車の運転手を狙撃し事故死させるなど）まで巻き添えにし、死亡させることも多い（『ジャパン・オリジナル』[43]など多数）
  - ただし、依頼人から「無関係な人間を殺傷しない（巻き込まない）でほしい」旨を要望された場合、標的と無関係な他人を極力殺傷せず、または巻き込んだ際の被害を最小限にするよう努める（『沖縄シンドローム』『リプレイ』『不可能侵入』[44]など）。
- 任務の最中に無関係の人間を巻き込んで迷惑をかけた場合、律儀に謝罪・弁済を行うこともある。また街中で襲撃を受けた際にたまたま通行した一般人の車に拳銃を向けて札束を出し「この金で車を売るか、この場で死ぬか」と弁済とはまた違う取引を突き付けることもある。
- 金銭の場合、概ね相手にとって過分な額を支払う。金銭で代替できない物は、代物弁済も行う。敵に追われた際にある牧場の馬を無断で拝借し死なせた時は、その牧場の経営状況までも調べ、同名の馬を贈った上で牧場の借金全額を代わりに返済している（『静かなる草原』）。
- 金銭を支払うという形の他に、困ったことが起こった時に無条件で依頼を受けるという形でも恩を返す。
- このケースでは狙撃以外の依頼や恩人本人でない場合など、どのような内容でも決して断らない（『神の滴』『パッチワークの蜜蜂たち』他）（そもそもこの場合「困ったことがあったら連絡してくれ」と伝えている）。
- 依頼人のミスで偶然同じ場所にいたそっくりさんが間違われた際は、報酬を彼に受け取らせた上で依頼を果たし、偽者としての制裁も加えなかった（『間違われた男』）。
- 依頼内容に「○○の行ったように見せかける」が含まれていない場合、自分の仕事が他者の行為と見なされるのを好まない。『リプレイ』では無関係な別人が容疑者として逮捕されたため、あえて同じやり方の狙撃を再度行ってその容疑を晴らした。このことは裏世界や捜査関係者には広く知られており『黒白の演出』ではゴルゴを追っている警官が口にしていた。
- 狙撃・銃殺の瞬間を偶然目撃した者については、当然ながら口封じを行っている。
  - 軍の犯行に見せかけるため、陸軍の軍服姿で狙撃し、逃走の際、故意に第三者に目撃されるよう依頼されたこともあるが、依頼の一環のため目撃者を不問にしている（『カルミアの髪飾りの女』）
  - 目撃者が死刑判決を受けた後、執行される時期が不明の場合、ゴルゴが「冤罪」となるように仕向け、釈放後に自ら始末することで確実に口封じをすることもある（『冤罪許すまじ』）。
  - ただし、上記の無関係の者を巻き込んだ場合の謝罪・弁済行為とは矛盾する行動でもある。よって、口外しない旨を意思表示した者に関しては、不問にする場合もある（『百人の毛沢東』など）。またゴルゴの味方をするつもりで同意無く付いてきた相手を見逃したこともある（『軽火器ＶＳ戦車砲』）。
  - 基本的には「依頼されたターゲットの狙撃」をゴルゴの同意無く目撃した人間については始末し、ゴルゴが襲撃を受けた時など、火の粉を払っただけの場合は目撃されても見逃すことが多い。ただこれについては、どういう場合に不問にするかに関してルールが確立していない様子であり[45]、ゴルゴ自身も矛盾を整合できない様子が窺える。
  - またゴルゴの狙撃のトリックを見抜かれた際に、不問にしたケースがある（『殺人劇の夜』）。その人物は依頼人のボディガードであり、ゴルゴのトリックを見抜いたのはただの好奇心であり、自分の雇い主の不利益になるので警察への通報は行わないと明言し、ゴルゴもその言い分を信じた[46]。
  - 偶然ゴルゴの狙撃・銃撃を目撃してしまった者がそれをゴルゴに告白、自らへの口封じを代価の一部として依頼したケースもある（『シャーロッキアン』『2万5千年の荒野』[47]など）。
  - 口封じを行う相手に対して、「何かできることはあるか」と訊ね、口封じと弁済の両方を行ったケースもある（『荒んだ大地』）。
  - なお前もってゴルゴの同意の上で同行した人間（依頼人自身や協力者）が目撃することは特に忌避しない。『ザ・メッセンジャー』では真のターゲットをおびき出すために故意に狙撃を失敗した上で、偶然を装ってその姿を雇ったカメラマンに撮影させている。

### 標的の関係者への対応
- 標的となる人間の家族・関係者に対しては、仕事の内容とは全く関係がない場合、極力干渉しないように努める。以下、例を挙げる。
  - 標的の女性が妊娠している場合は、出産するまで殺害を延期し、胎児を巻き込まないようにする（『感謝の印』[48]『許された命』）。また標的が偶然出会った重傷の妊婦を手当てしている最中には狙撃せず、終わった後で殺害したこともある（『ジンネマンの一時間』）。ただしゴルゴと言えども標的が妊娠しているかどうかを確実に見抜けるわけではなく、妊娠を確認出来なかった標的を殺害した事はある（『マニトバ』）。
  - 標的の家族が銃撃を目撃した場合、その死を待つ標的が家族の命乞いを意思表示した場合、その家族を見逃している（『黒い記憶』）。ただし、標的の息子である当人がこの一件を忘れるのが条件であり、思い出した時にはこれを殺害した。
  - 標的が仲間の命乞いをしたときに、その対象がゴルゴの任務を達成する上で殺害する必要がない場合はそれを教えることもある（『カメレオン部隊』）。
- ただし、任務遂行上に必要とあらば、その手段として関係者を巻き込むこともある。標的の弱点である婚約者を強姦し、その時の声を録音して標的を誘き寄せたことがある（『氷結海峡』）。
- まれに依頼とは別に標的の関係者を意図的に壊滅させることもある。『黄金の犬』では標的は過激派のボスであったが、そのボスを射殺後にアジトの弾薬庫を攻撃して施設を破壊している[49]。

### その他
- 狙撃対象に死刑が言い渡された場合（『檻の中の眠り』『13階段の狙撃』[50]）や、病気で結果的に死を免れぬとわかっていても、先に依頼を遂行する（『一年半の蝶』など）。
- ゴルゴに命を狙われると悟り、観念した相手が自殺を図ろうとした場合、それより早く抹殺を行なう場合もある（『300万通の絵葉書』など）。その一方、信念を持ってゴルゴの依頼の対価に命を差し出そうとした人間が致命傷を受けた場合は、あえてその死を見守りつつ敬意を示すこともある（『2万5千年の荒野』『世紀末ハリウッド』）。または相手に直接手を下さず、自殺を見守ったこともある（『最後の顧客』『亜細亜の遺産 その後』など）。
- 依頼の遂行には手段を選ばない。自身がわざと囚われて拷問を受けたり、目的のために協力者や無関係な第三者を囮や強姦、誤誘導したり、自ら殺害する場合もある。ゴルゴにそっくりな日系人のセールスマンを利用し、依頼を遂行した例もある。ゴルゴ自身はこうした姿勢について、「俺の目には標的しか見えていない」と発言している（『魔笛のシュツカ』）。ただし、巻き込んだ相手には謝礼の支払や、弁済を行ったケースが多い。
- 一度仕事を引き受けたら、依頼人が（自殺または第三者による殺害などで）死亡した場合でも確実に遂行する。依頼人以外にゴルゴの遂行を止めることはできない。依頼人の遺族から中止の訴えがあってもそれを受け入れず、依頼を遂行したこともある（『動作・24分の4』）。
- ゴルゴが敵と定義した対象の目的が、依頼遂行後も進行中である事案には自ら赴いて後処理を行う（『ラストジハード 最後の聖戦』など）。
- 依頼に含まれていない限り死体の後始末は行わない。ただし、死体が巻き込んだ関係者や恩人であったりする場合、死体の手を合わせたり火器を添えるなどの手向けをする場合もある（『バスク・空白の依頼』『ブーメランを持つ女』など）。
- 標的を狙う自分以外の人間と遭遇しても、自分に害をもたらさない限りは特に干渉はしない（『魔笛のシュツカ』、『熱砂の彼方に』、『落日の死影』など）が、狙撃に有利ならその状況を利用することもある。ただし、依頼人から「こちらの手で確実に」という要望を聞き、標的を狙う人間を全滅させてから狙撃を実行したこともある（『偽りの五星紅旗』）。
- 狙撃対象者や自分の命を狙ってきた者と至近距離で対峙している時に、殺す相手から仕事の依頼を受けた場合、依頼に正当性があると判断すれば任務完了後にその依頼を引き受けることもある（『鬼畜の宴』など）。また殺す相手からの疑問には依頼人や自分のルーツに関わること以外では簡潔に答える場合が多い。
- 2人の依頼人からお互いの抹殺を依頼された場合、遂行期間や条件を決めていればどちらが後に依頼してもその場で即抹殺せず、依頼を引き受ける場合がある(『ビハインド・ザ・プレジデント』)。

## 制裁
以下の場合は制裁と称して対象者を抹殺、または警告が行われる。『軌道上射撃』『サギ師ラッキー』など制裁が明示されず、ゴルゴの報復を予感させる形でその章が完結することもある。警告は対象者に釘を刺す、対象の行動が誤解に基づくもの、故意にゴルゴのルールに触れたかどうかが不明、ゴルゴを知らない一般人の軽率な行動などに対して行われる。
- 依頼人が嘘をついて虚偽の情報（建前と異なる、本来の目的を隠すなど）でゴルゴに依頼していたり、依頼終了後に口封じをしようとした場合。相手の一味であっても金で雇われただけの役者など「詳しい事情を知らず、敵対する意思もない者」に対しては条件次第で見逃す場合もある（『偽装依頼』[51]など）。
- 依頼人個人の後ろめたい秘密や過去を隠そうとした場合。
  - 依頼人に制裁を加える場合、「ルール違反があった」ことを告げて制裁を予告する場合（『天使と悪魔の“腕”』『カフカーズの群狼』など多数）もあれば、予告なしに制裁を加える場合もある（『ONE SHOT』『オリガルヒの報復』など）。
- ゴルゴと依頼人のコンタクトするところを撮影する（『オーバー・ザ・スカイ』）。
  - 続編『アンダーグラウンド オーバー・ザ・スカイ2』で、ゴルゴと依頼人のコンタクトを娘が撮影していたことを、別件での依頼人であった父親が告白してゴルゴに土下座し、娘に二度とゴルゴを追わせず、この約束が破られたら娘と一緒に自分の命も差し出すと誓うとゴルゴはビデオテープの破壊に止めた[52]。
  - 依頼人と会っているところを無関係の第三者が目撃した場合も制裁の対象となる（『BROTHER HOOD・絆』[53]）。
- いかなる理由に関わらず、依頼内容を漏洩した者。
  - ゴルゴ自身が標的を炙り出すために意図的に漏洩する場合や、ターゲットに狙われる恐怖を与えてから殺すために漏洩することが依頼の条件に含まれている場合など、例外もある。
- 敵対や報復、脅迫及び、ゴルゴの動向を監視、追跡したり、行動の制限を強要する行為（『情報遊戯』など）。
  - 希なことではあるが、報復が誤解に基づくもので、相手が銃の安全装置を外すことも知らない素人の時に銃を蹴り上げただけで見逃した例がある（『マルタの騎士』）。
- 素性、出自、過去の経緯などを探ることで、ゴルゴに危害を加え、または存在を公にしようとした場合（『ミステリーの女王』『アンダーグラウンド オーバー・ザ・スカイ2』など）。
- 依頼人からの仕事の依頼を妨害する行為（依頼ルートの妨害工作、依頼人の殺害など）。
- 依頼遂行上、不利益な行為を行った者には必ず制裁を行うが、知らずに加担していたと分かった場合は口外しないことを条件に不問にする場合もある。相手に対して黒幕への報復に協力するという条件で、殺さなかった例もある（『最後の間諜-虫-』）。
  - 協力者が利益のためではなく、自分や妻の拷問に屈し情報を漏らすケースもあるが、その場合は口を割った協力者への制裁が明示されることは少ない（『ダイブ to トリポリ』『ミステリーの女王2』など）。しかし、ゴルゴの眼前で情報を漏らしたので容赦なく始末したこともある（『潜入ルート"G3"』）。極めて希ではあるが、金目当てで裏切った者を見逃したこともある（『聖者の依頼』）。
- ゴルゴに似せた整形を故意に施した者。このルールが明示された『ズドロナス・マリヨ』では似た整形を施された人物を殺害し、製造者に対しては警告を行うにとどめている。
- ゴルゴの名を騙り捏造した情報を意図的に漏洩したり、ゴルゴの行動に便乗して作為的な操作を行った者。
- ゴルゴを名乗らずとも「ゴルゴの仕業」と誤解されるような真似を故意に繰り返した者（『殺人マニュアル』）。
- 自分の犯罪をゴルゴの仕業に見せかけようとした者（『弾道』など）。逆にゴルゴの行為を無関係の人間の犯罪に見せかけようとした者（『黒白の演出』）。
- 資産を狙った者（『潮流激る南沙 G資金異聞』）。
- ゴルゴのルールを利用した者（『ビリニュスの光と影』秘書官が政治家にゴルゴへの依頼に嘘をつくように仕向け、それをゴルゴに伝えて殺害させた）。
- 対象者の計画的、発作的、感情的、殺意の有無に関わらず銃や武器を向けて危害を加えようとした場合。
  - 警察などの連行や逮捕目的の示威行為、正規軍によるゴルゴを制圧する威嚇行為などの正当な職務行為に関しては無視しているが、職務の枠を越えて妨害したり、ゴルゴを殺害しようとした場合は始末することも多い（『戦艦ヨークシャーの反乱』 『雪上の悪魔』など多数）。また『黄金の犬』ではゴルゴが標的を探すために追跡している犬を撃とうとした特殊部隊員を射殺している。
  - ゴルゴの狙撃を妨害したり、証拠をつかもうとしたりする警官も少なくないが、目的が殺害ではなく「暗殺の阻止」「逮捕して裁判にかける」など、警官の正当な行為である限り制裁されることはほとんどない[54]。警官の尾行や追跡をまく場合も「気絶させる」「車のタイヤを撃つ」など死者を出さないようにする。『ファイアー・アフター』『ペルソナ・ノン・グラータ』などゴルゴ逮捕のために違法捜査を行う場合もあるが、それらも見逃している[55]。
  - ゴルゴを執拗に妨害した警官と制裁の対象が同時にスコープに入っても狙撃するのは制裁の対象だけだった（『黒白の演出』）。
  - 一方で「面倒に巻き込まれたくないので今度の事件は見逃す」と伝えたFBI捜査官は殺害されている（『残光』[56]）。
- ゴルゴの身体機能（戦闘データなど）や血液を入手、分析して複製や解析を試みた者（『偽空座標X』『血液サンプルG』など）、依頼遂行上必要になった算出データ（身体測定など）はその場で抹消させる（『36000秒分の1秒』）。転用・転売や漏洩を試みる者には警告を出す。
- ゴルゴの依頼した特注品を調査・解析しようとした者。ただしマニアの純粋な好奇心（『禁忌のスコープ』）、警察官の正当な職務行為（『螺旋』）の場合はまず警告を発し、相手が従って物品を破棄すれば不問としている。
- ゴルゴを（特に狙撃の瞬間を）無断で撮影しようとする、または偶然撮影された場合も含む
  - ただし、たとえ撮影したとしても、撮影した者が自身の心情の変化によって写真やネガを破棄する意思を示した場合、不問とされることがある（『ある女の視界(ファインダー)』）。
  - 一度ビルの窓ガラスに写ったゴルゴを撮影しようとしたカメラマンがいたが失敗。作品中ではゴルゴがそのカメラマンを睨む場面で話が終わっているが、その後どうなったかは不明である（『クロスアングル』。アニメ版ではこの後、銃声が響いており、ゴルゴが制裁を行ったことが示唆されている）。
  - たまたま撮影した写真にゴルゴが写り込んだため、カメラマンを殺害したケースもある（『アクシデンタル』）。
  - 写真撮影の際の不可抗力で狙撃の瞬間が撮影されていた場合は、上記のようにゴルゴと敵対せず（存在を秘密にする）、なおかつその写真を破棄する意思を示したため、不問とされた。ただし、タイミングが間違っていれば秘密保持を優先すると明言している（『シャッター』）。
  - 写真ではなく、ゴルゴの狙撃の様子を猟師と間違えて、絵画として描いた画家もいる。ゴルゴは絵画自体は処分したものの、その画家が何者であるかは作中において明かされず、ゴルゴがその画家に制裁を加えたかどうかは不明（『涙するイエス』）。

上記の通り、ゴルゴに敵対及び存在を脅かす対象は個人、組織に関係なく、その脅威が排されるまで徹底的な殲滅を行い、状況により核の利用もありうる。
また制裁の対象に対しては家族に危害を加えることを示して脅す場合もある（『螺旋』『洋上の偽り』）。

## 財産
想像できないほどの莫大な財産があると思われる（判明した中で過去最高額は200億ドル以上（約2兆円）『潮流激る南沙 G資金異聞』）。ただし単純な請け負った仕事の報酬の合計ではなく、スイス銀行の資産運用によって財産を殖やしていることが、作中でも示唆されている（スイス銀行では預金に利子がつかないので、預金を増やすには資産運用を依頼する必要がある）。
- 目的のためならば、ほぼ全資産を寄付したり、報酬以上の経費を使ったとしか思えない描写がある（『最後の間諜－虫－』『潮流激る南沙 G資金異聞』『ガリンペイロ』）。
- 任務がなくとも事情により定期的に報酬を支払っている協力者がいる（『最後の戦場』『300万通の絵葉書』）。

## 作者自身のゴルゴ像
さいとう自身が語るところによると「東郷」の名は、作者の中学時代の恩師の名前から取ったとしている。また、連載当初のゴルゴ13の容姿のモデルは高倉健であったが、連載がすすむにつれ連載40周年の際にインタビューを受けたさいとうは、ゴルゴを「僕にとっては凄く言うことを聞いてくれる役者」と形容し、また2008年現在に実写化するならば、ハンマー投げ選手の室伏広治が適任であると語った。

## 配役
映画
- 高倉健 『ゴルゴ13』 （1973年）
- 千葉真一 『ゴルゴ13 九竜の首』 （1977年）

アニメ作品の声優
- 新田昌玄（TVシリーズ（1971））
- 瑳川哲朗（劇場版アニメ（1983年））
- 玄田哲章（OVA（1998年））
- 舘ひろし（TVシリーズ（2008年）、ゴルゴ１３の中堅・中小企業向け海外安全対策マニュアル）

その他のメディア作品の声優
- 津嘉山正種（ラジオドラマ（1977年））
- 小川真司（ストップモーション・バージョン（1990年））
- 佐々木功（Daiwa『ASTRON & SPECTRON』CM（1993年））
- 有本欽隆（PlayStation、デジタルコミック『カーライルの野望』『見えない軍隊』（1998年））
- 中村秀利（NHK『探検バクモン』ゴルゴ13の秘密基地に潜入せよ！（完結編）（2013年））
- 若本規夫（ゲーム『戦国大戦 - 1615 大坂燃ゆ、世は夢の如く-』とのコラボレーション（2015年））
- 大塚明夫（SANKYO、『パチンコ・フィーバーゴルゴ13』『パチスロ・ゴルゴ13』（2018年））
- 有元勇輝（SANKYO、『Pフィーバーゴルゴ13 疾風ver.』（2020年））
- 中田譲治 （JT 『スーシャルディスタンス キャンペーン』『ゴルゴと大悟ルゴ』CM（2020年））